# Liste des UNESCO-Welterbes in Europa
Auf dieser Seite sind nach Staaten geordnet die UNESCO-Welterbestätten in dem Kontinent Europa aufgelistet. Ausführlichere Darstellungen mit Kurzbeschreibung und Bildern der Welterbestätten finden sich in den verlinkten Übersichtsartikeln zum Welterbe der einzelnen Staaten.
- Die Zahl am Anfang jeder Zeile bezeichnet das Aufnahmejahr der Stätte in die Welterbeliste.
- Stätten des Weltkulturerbes sind mit „K“ markiert, Stätten des Weltnaturerbes mit „N“, gemischte Stätten mit „K/N“.
- Welterbestätten, die die UNESCO als besonders gefährdet eingestuft und auf der Liste des gefährdeten Welterbes („Rote Liste“) eingetragen hat, sind zusätzlich mit einem „G“ gekennzeichnet.

## Albanien
- 1992 – Ruinen von Butrint und Höhensiedlung Kalivo (K)
- 2005 – Historische Zentren von Gjirokastra und Berat (K, Erweiterung 2008)
- 2017 – Alte Buchenwälder und Buchenurwälder der Karpaten und anderer Regionen Europas (N, transnational mit 17 weiteren Ländern)

## Andorra
- 2004 – Vall del Madriu-Perafita-Claror (K, 2006 erweitert)

## Belarus

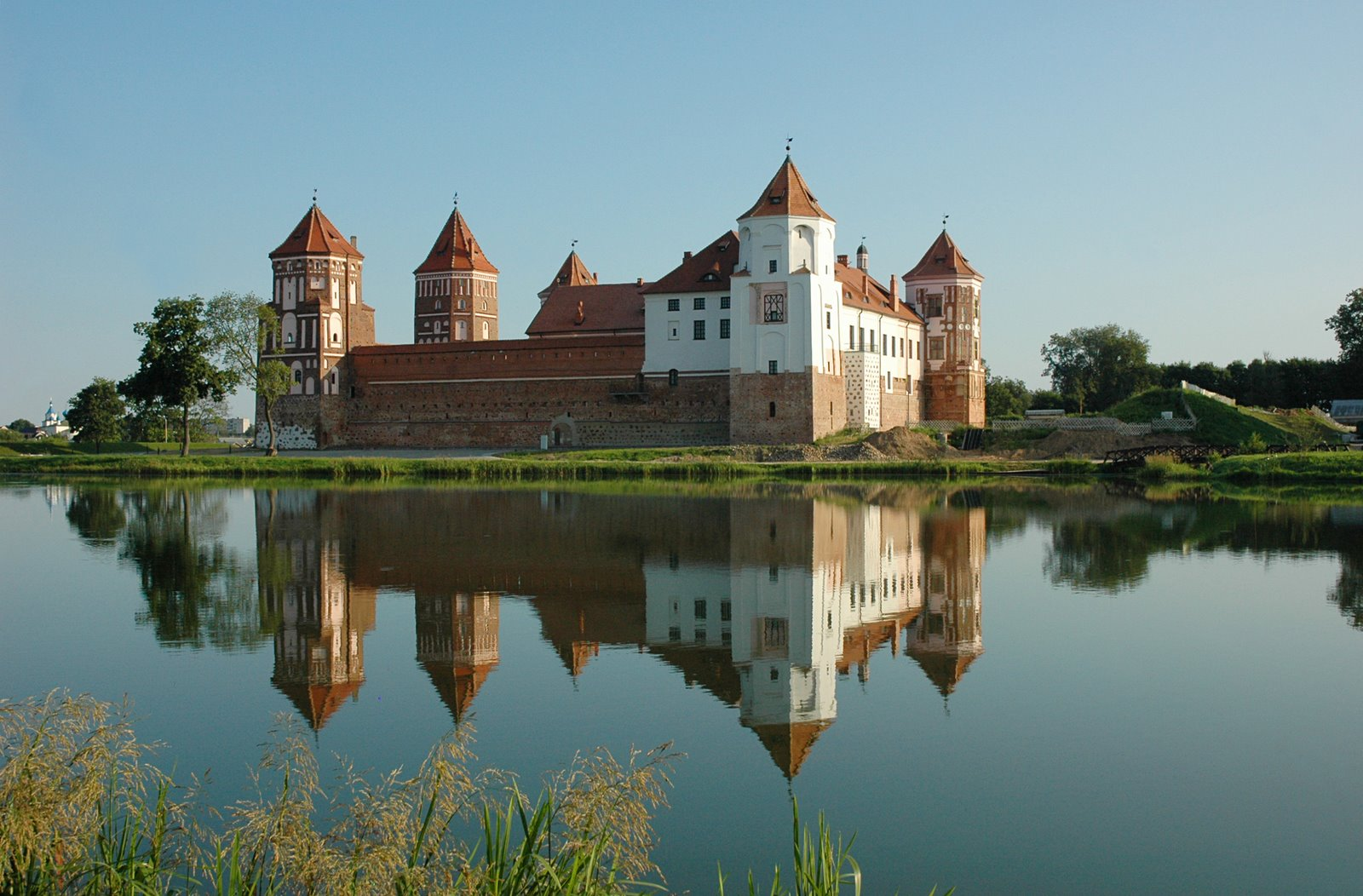
Schloss Mir

- 1979 – Waldgebiet Bialowieza (N, grenzüberschreitend mit Polen)
- 2000 – Schloss Mir (K)
- 2005 – Struve-Bogen (K, transnational mit 9 weiteren Ländern)
- 2005 – Architektonisches und kulturelles Erbe der Adelsfamilie Radziwill in Nieswiez (K)

## Belgien
- 1998 – Flämische Beginenhöfe (K)
- 1998 – Die vier Schiffshebewerke des Canal du Centre (K)
- 1998 – Der Große Platz (Grote Markt / Grand' Place) in Brüssel (K)
- 1999 – Belfriede in Belgien und Frankreich (K, 2005 erweitert, zusammen mit Frankreich)
- 2000 – Jungsteinzeitliche Feuersteinminen bei Spiennes (K)
- 2000 – Altstadt von Brügge (K)
- 2000 – Kathedrale Notre Dame in Tournai (K)
- 2000 – Jugendstilbauten von Victor Horta in Brüssel (K)
- 2005 – Plantin-Moretus-Museum (K)
- 2009 – Palais Stoclet (K)
- 2012 – Bedeutende Bergbauanlagen Walloniens (K)
- 2016 – Das architektonische Werk von Le Corbusier – ein herausragender Beitrag zur Moderne (K, transnational, aus Belgien das Maison Guiette in Antwerpen)
- 2017 – Alte Buchenwälder und Buchenurwälder der Karpaten und anderer Regionen Europas (N, transnational mit 17 weiteren Ländern)
- 2021 – Kolonien der Barmherzigkeit (K, zusammen mit den Niederlanden)
- 2021 – Bedeutende Kurstädte Europas: Spa (K, transnational mit sechs weiteren Ländern)

## Bosnien und Herzegowina
- 2005 – Alte Brücke und Altstadt von Mostar (K)
- 2007 – Mehmed-Paša-Sokolovic-Brücke in Višegrad (K)
- 2016 – Friedhöfe mit Stećci – mittelalterliche Grabsteine (K, transnational mit Kroatien, Montenegro und Serbien)
- 2021 – Alte Buchenwälder und Buchenurwälder der Karpaten und anderer Regionen Europas (N, transnational mit 17 weiteren Ländern)

## Bulgarien

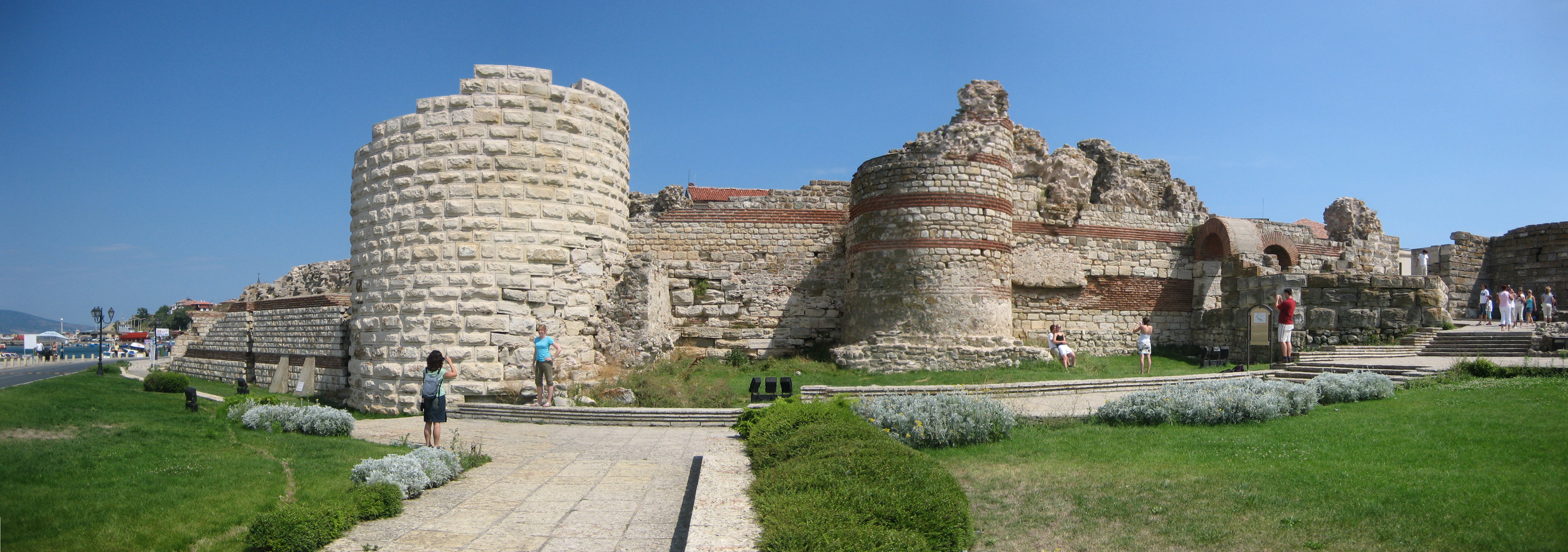
Festungsmauern von Nessebar

- 1979 – Kirche von Bojana (Sofia) (K)
- 1979 – Felsrelief des Reiters von Madara (K)
- 1979 – Felskirchen von Iwanowo (K)
- 1979 – Thrakergrab von Kasanlak (K)
- 1983 – Altstadt von Nessebar (K)
- 1983 – Biosphärenreservat Srebarna (N)
- 1983 – Nationalpark Pirin (N)
- 1983 – Kloster Rila (K)
- 1985 – Thrakergrab von Sweschtari (K)
- 2017 – Alte Buchenwälder und Buchenurwälder der Karpaten und anderer Regionen Europas (N, transnational mit 17 weiteren Ländern)

## Dänemark

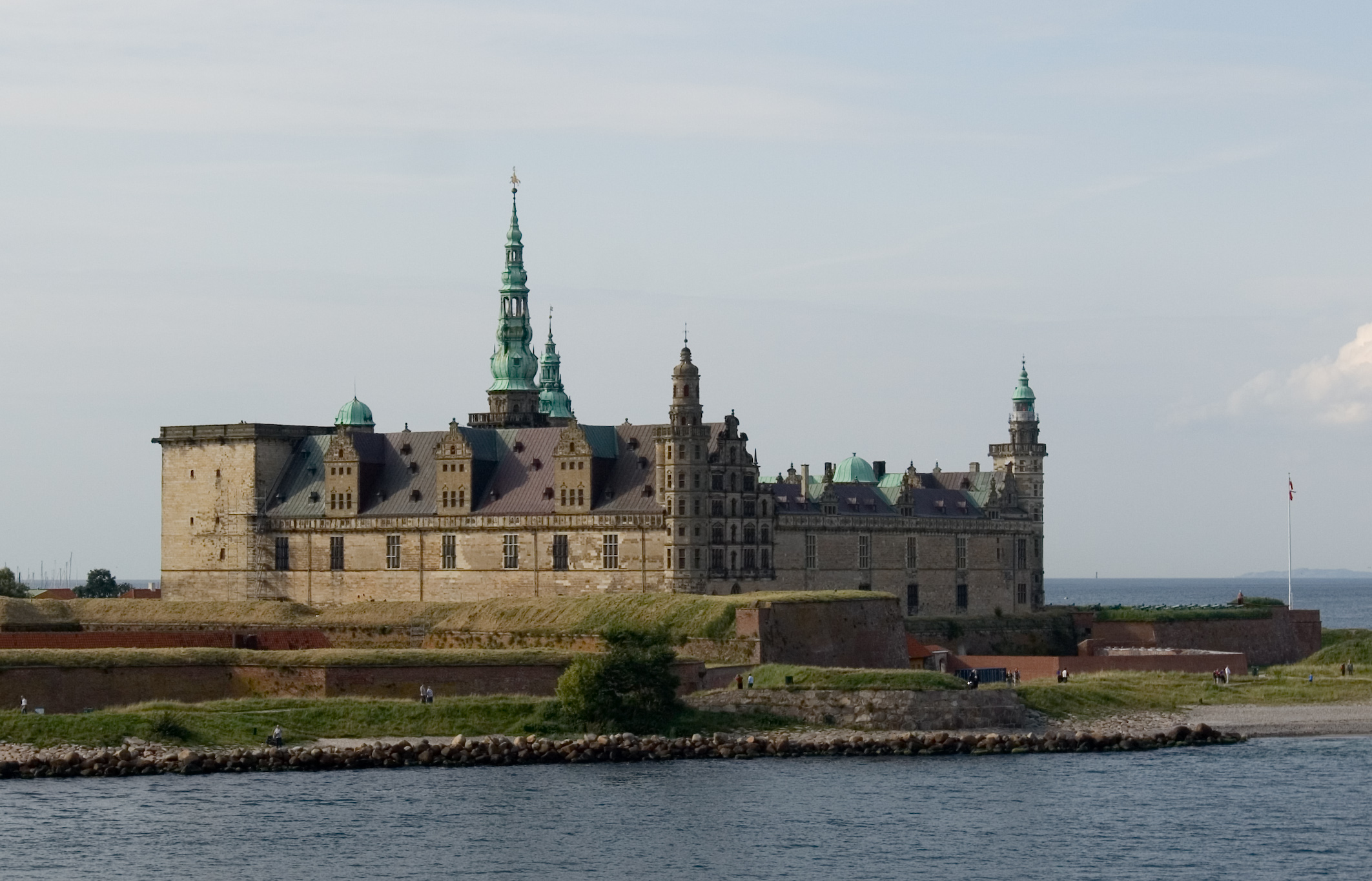
Schloss Kronborg

- 1994 – Grabhügel, Runen und Kirche von Jelling (K)
- 1995 – Kathedrale von Roskilde (K)
- 2000 – Schloss Kronborg bei Helsingør (K)
- 2014 – Wattenmeer (N)
- 2014 – Stevns Klint (N)
- 2015 – Christiansfeld, eine mährische Kirchensiedlung (K)
- 2015 – Parforcejagdlandschaft in Nordseeland (K)

Dänemark hat auch Welterbestätten auf Grönland in Amerika.

## Deutschland

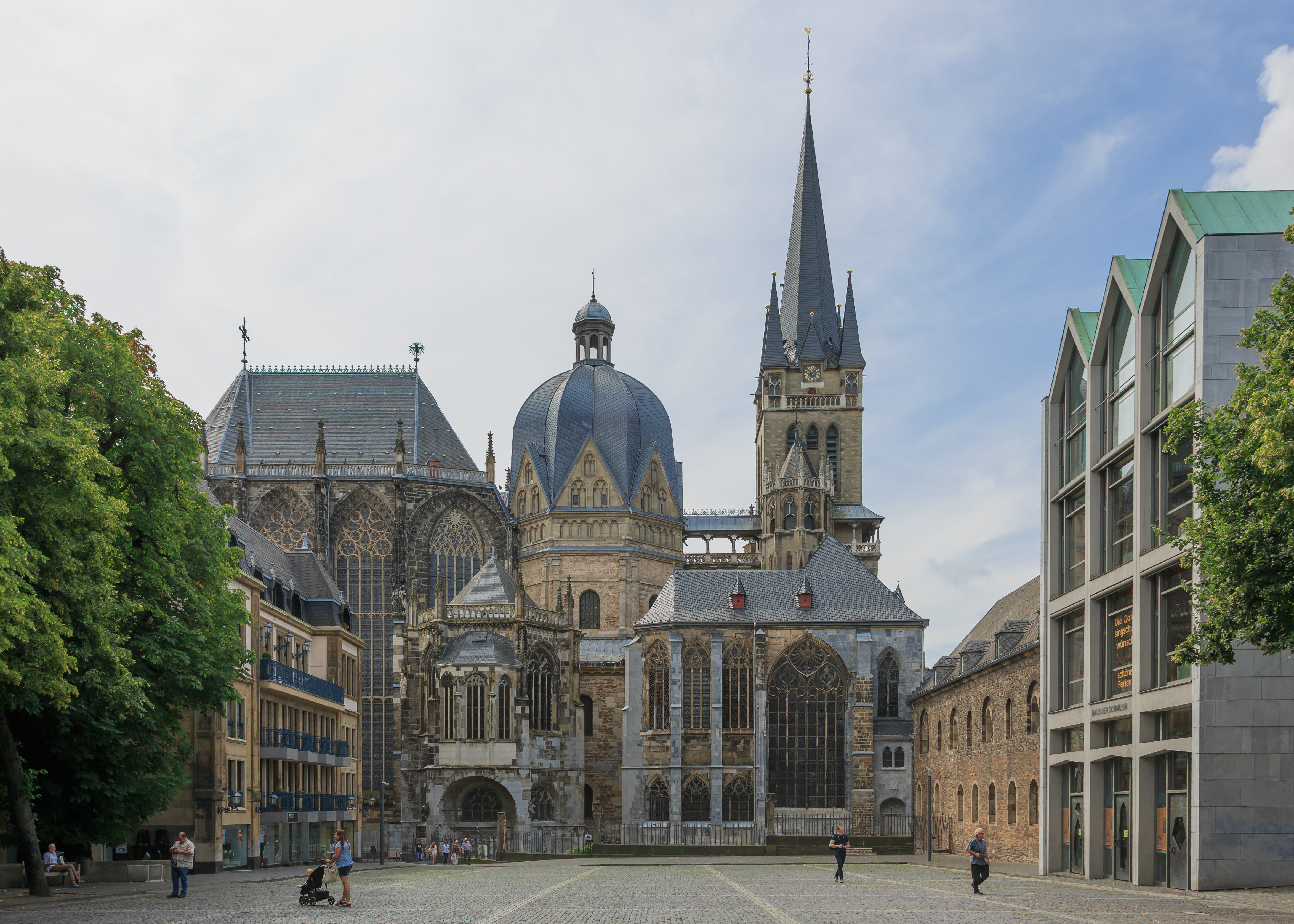
Aachener Dom

- 1978 – Aachener Dom mit Aachener Domschatz (K)
- 1981 – Dom zu Speyer (K)
- 1981 – Würzburger Residenz mit Hofgarten und Residenzplatz (K)
- 1983 – Wallfahrtskirche in der Wies (K)
- 1984 – Schlösser Augustusburg und Falkenlust in Brühl (K)
- 1985 – Dom und Michaeliskirche in Hildesheim (K)
- 1986 – Römische Baudenkmäler, Dom und Liebfrauenkirche in Trier (K)
- 1987 – Hansestadt Lübeck mit Holstentor (K)
- 1990 – Schlösser und Parks von Potsdam und Berlin (K)
- 1991 – Abtei und Altenmünster des Klosters Lorsch (K)

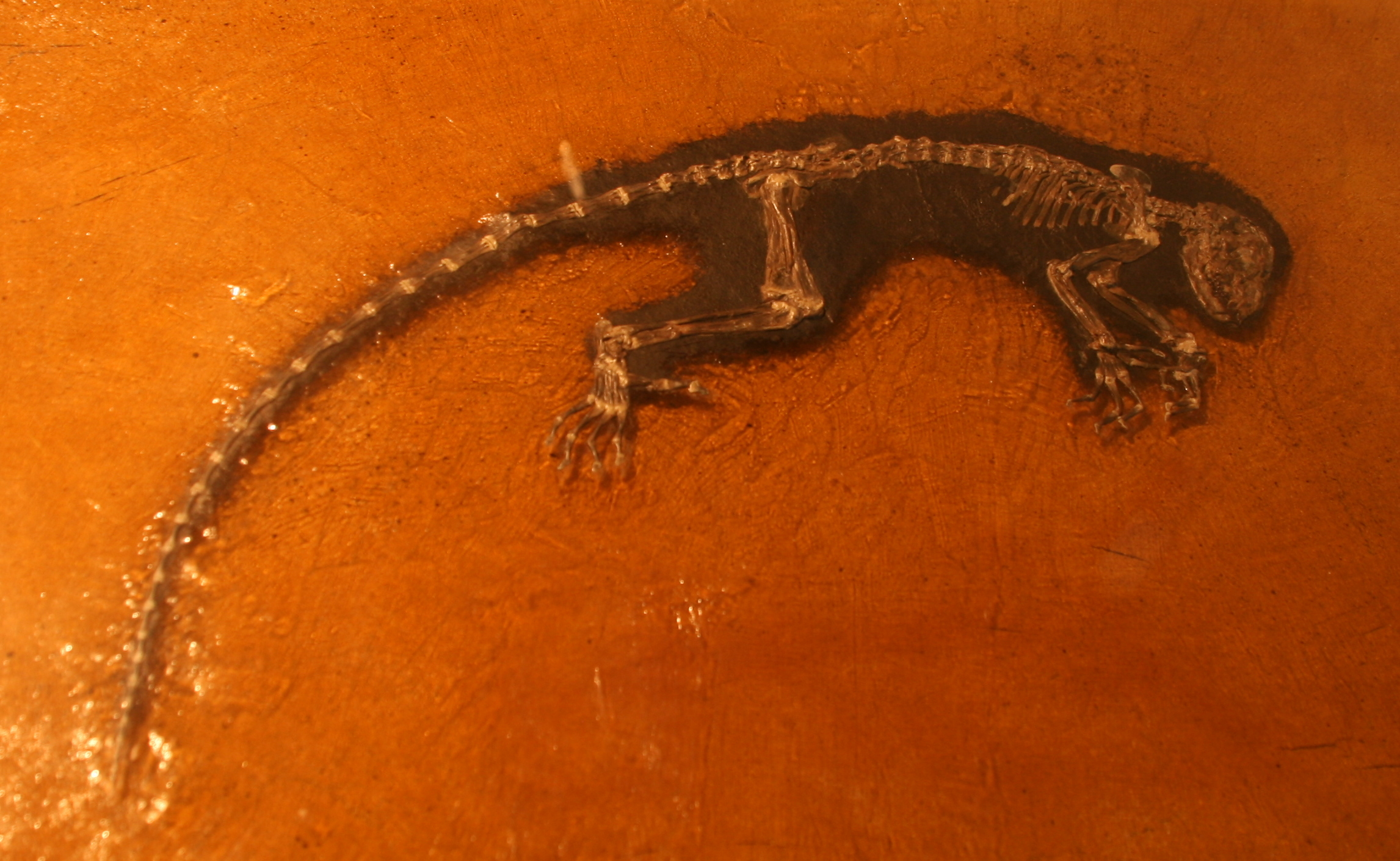
Fossilfund aus der Grube Messel

- 1992 – Bergwerk Rammelsberg, die Altstadt von Goslar und die Oberharzer Wasserwirtschaft (K)
- 1993 – Altstadt von Bamberg (K)
- 1993 – Kloster Maulbronn (K)
- 1994 – Stiftskirche, Schloss und Altstadt von Quedlinburg (K)
- 1994 – Völklinger Hütte (K)
- 1995 – Fossilienfundstätte Grube Messel (N)
- 1996 – Kölner Dom (K)
- 1996 – Das Bauhaus und seine Stätten in Weimar, Dessau und Bernau (K, 2017 erweitert)
- 1996 – Luthergedenkstätten in Eisleben und Wittenberg (K)
- 1998 – Klassisches Weimar (K)

- 1999 – Museumsinsel in Berlin (K)
- 1999 – Wartburg (K)

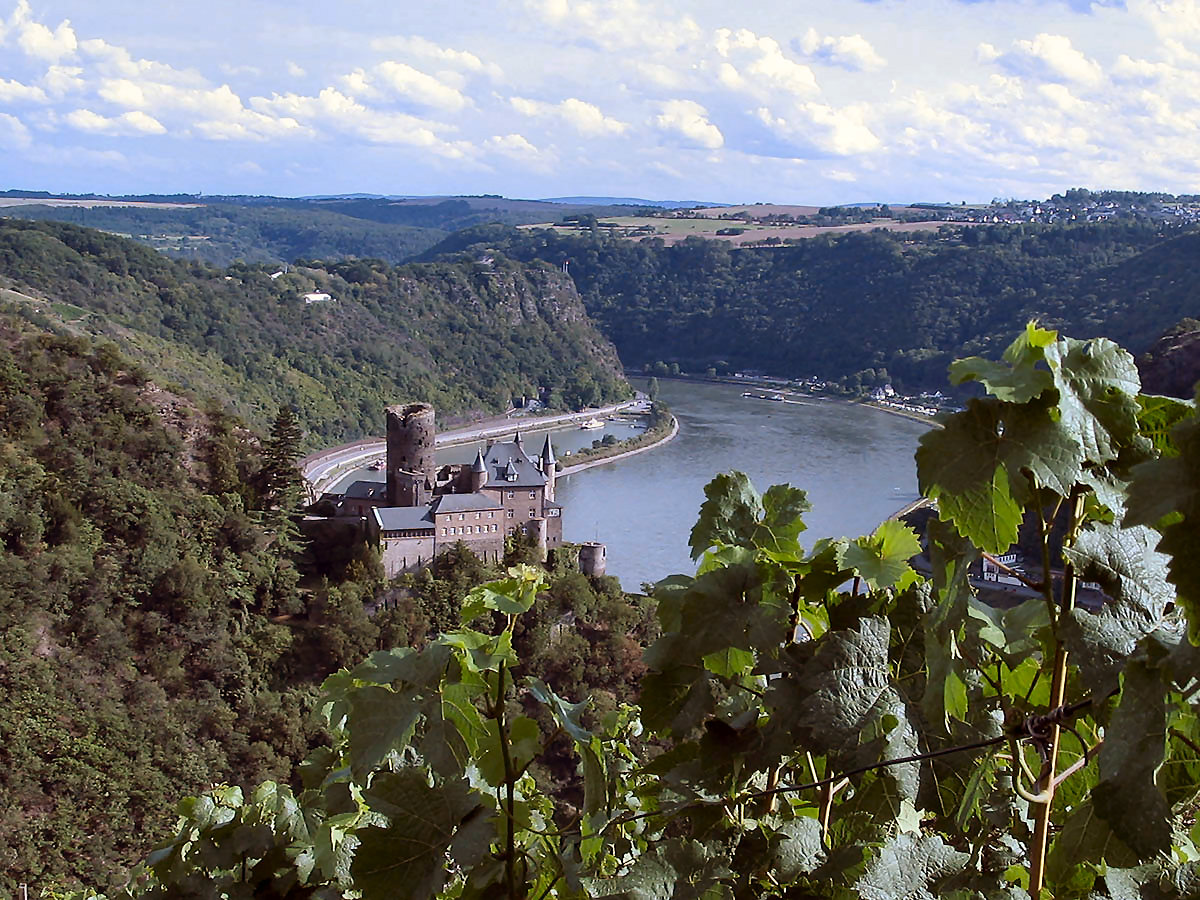
Burg Katz im Oberen Mittelrheintal

- 2000 – Dessau-Wörlitzer Gartenreich (K)
- 2000 – Klosterinsel Reichenau (K)
- 2001 – Zeche Zollverein und Kokerei Zollverein (K)
- 2002 – Kulturlandschaft Oberes Mittelrheintal  (K)
- 2002 – Die historischen Altstädte von Stralsund und Wismar (K)
- 2004 – Bremer Rathaus und Bremer Roland (K)
- 2004 – Fürst-Pückler-Park in Bad Muskau (K)
- 2005 – Grenzen des Römischen Reiches (K, transnational mit dem Vereinigten Königreich), aus Deutschland der Obergermanisch-Raetische Limes
- 2006 – Altstadt von Regensburg mit Stadtamhof  (K)

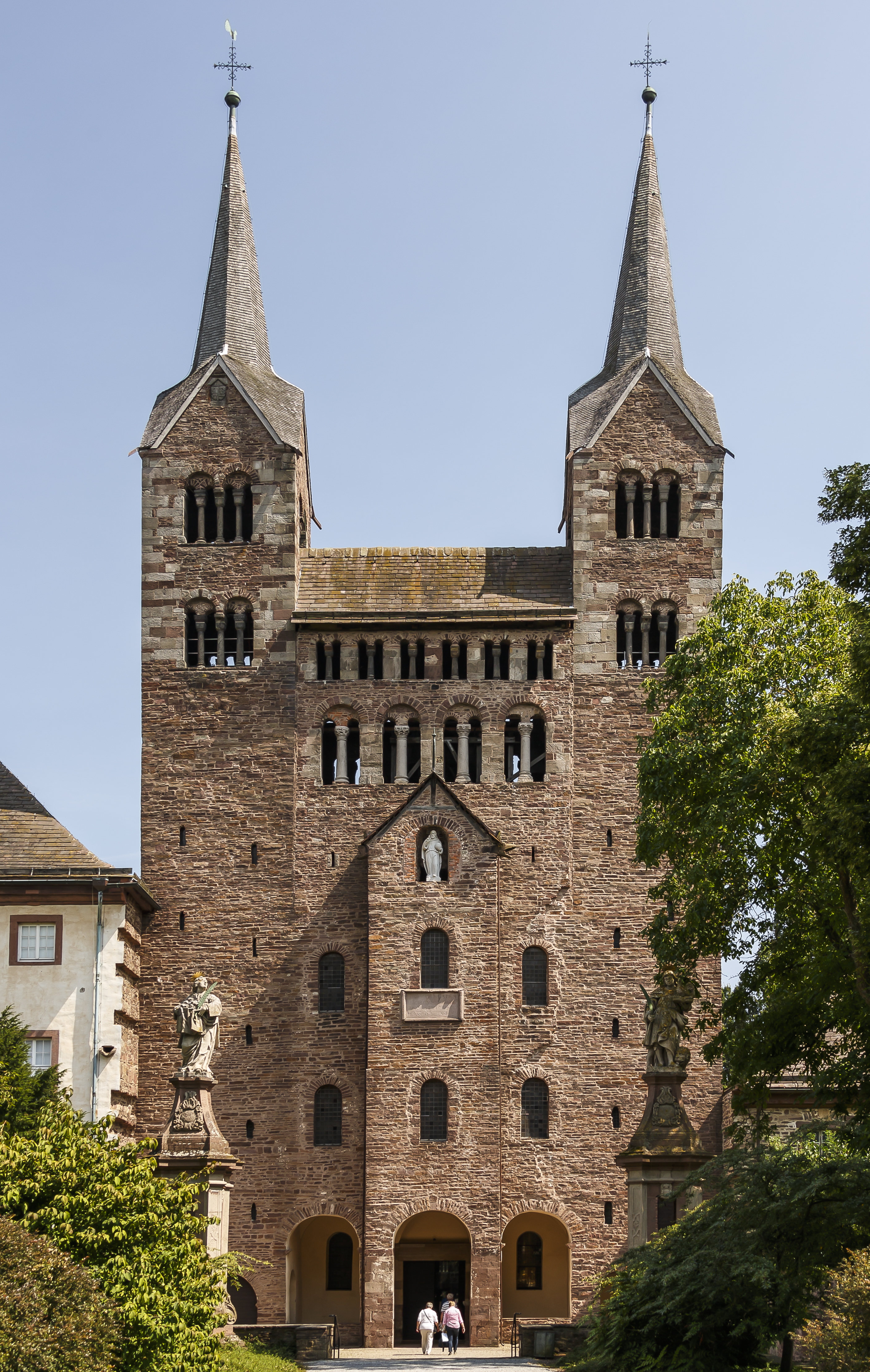
Westwerk von Corvey

- 2008 – Wohnsiedlungen der Berliner Moderne  (SK)
- 2009 – Wattenmeer der Nordsee (N, grenzüberschreitend mit Dänemark und den Niederlanden)
- 2011 – Alte Buchenwälder und Buchenurwälder der Karpaten und anderer Regionen Europas (N, transnational mit 17 weiteren Ländern)
- 2011 – Fagus-Werk in Alfeld (Leine) (K)
- 2011 – Prähistorische Pfahlbauten um die Alpen (SK, transnational)
- 2012 – Markgräfliches Opernhaus in Bayreuth (K)
- 2013 – Bergpark Wilhelmshöhe in Kassel (K)
- 2014 – Karolingisches Westwerk und Civitas Corvey (K)
- 2015 – Hamburger Speicherstadt und Kontorhausviertel mit Chilehaus (K)
- 2016 – Das architektonische Werk von Le Corbusier (K, transnational), aus Deutschland zwei Häuser der Weißenhofsiedlung in Stuttgart (K)
- 2017 – Höhlen und Eiszeitkunst im Schwäbischen Jura (K)
- 2018 – Archäologischer Grenzkomplex Haithabu und Danewerk (K)
- 2018 – Naumburger Dom (K)
- 2019 – Montanregion Erzgebirge / Kruśnohoří (K, grenzüberschreitend mit Tschechien)
- 2019 – Augsburger Wassermanagement-System (K)
- 2021 – Grenzen des Römischen Reichs – Donaulimes (zusammen mit Österreich und der Slowakei) (SK)
- 2021 – Grenzen des Römischen Reichs – Niedergermanischer Limes (zusammen mit den Niederlanden) (K)
- 2021 – Mathildenhöhe Darmstadt (SK)
- 2021 – SchUM-Stätten Speyer, Worms und Mainz (SK)
- 2021 – Bedeutende Kurstädte Europas: Baden-Baden, Bad Ems, Bad Kissingen (SK, transnational)
- 2025 – Gebaute Träume – Die Schlösser Neuschwanstein, Linderhof und Herrenchiemsee des Bayerischen Königs Ludwig II. (K)

Die 2004 in die Welterbeliste aufgenommene Kulturlandschaft Dresdner Elbtal (K) wurde 2009 gestrichen.

## Estland
- 1997 – Altstadt von Tallinn (K)
- 2005 – Struve-Bogen (K, transnational mit 9 weiteren Ländern)

## Finnland
- 1991 – Stadt Rauma (K)
- 1991 – Festung Suomenlinna (K)

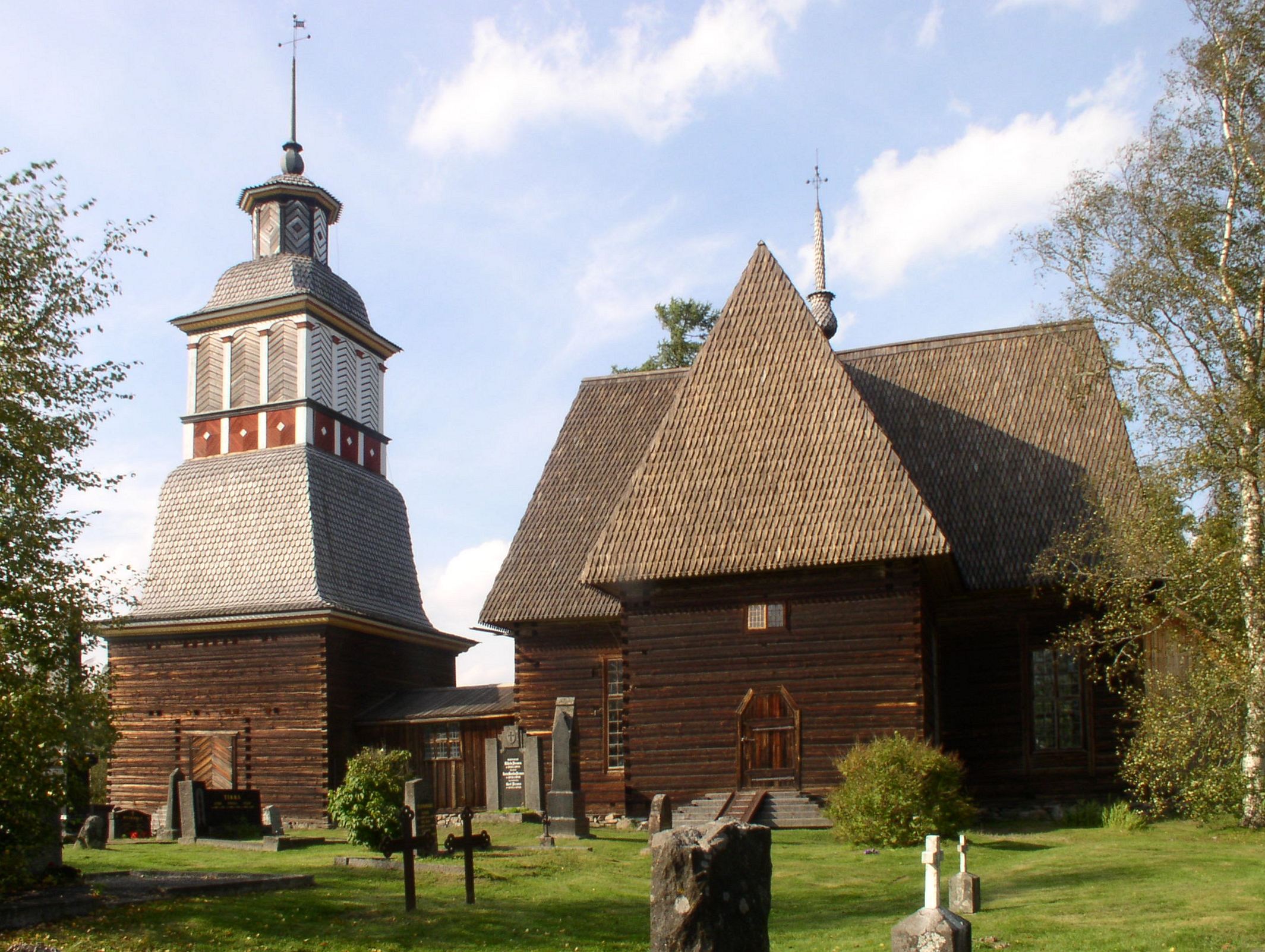
Alte Kirche von Petäjävesi

- 1994 – Alte Kirche von Petäjävesi (K)
- 1996 – Historische Kartonfabrik von Verla (K)
- 1999 – Bestattungsstätte von Sammallahdenmäki (K)
- 2005 – Struve-Bogen (K, transnational mit 9 weiteren Ländern)
- 2006 – Kvarken (N, Erweiterung der Höga Kusten in Schweden)

## Frankreich

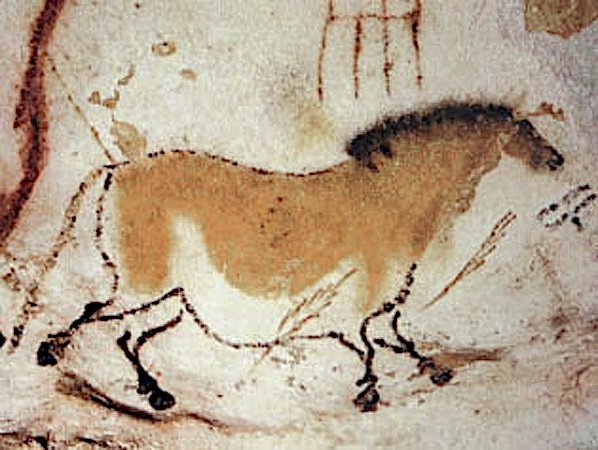
Höhlenmalerei aus der Höhle von Lascaux im Vézère-Tal

- 1979 – Schloss und Park von Versailles (K)
- 1979 – Mont-Saint-Michel und seine Bucht (K)
- 1979 – Kathedrale Notre-Dame de Chartres (K)
- 1979 – Abteikirche und Stadthügel von Vézelay (K)
- 1979 – Vézère-Tal: Fundorte und Höhlenmalereien (K)
- 1981 – Schloss und Park von Fontainebleau (K)
- 1981 – Römische und romanische Denkmale von Arles (K)
- 1981 – Amphitheater und Römischer Bogen von Orange (K)
- 1981 – Zisterzienserkloster von Fontenay (K)
- 1981 – Kathedrale von Amiens (K)

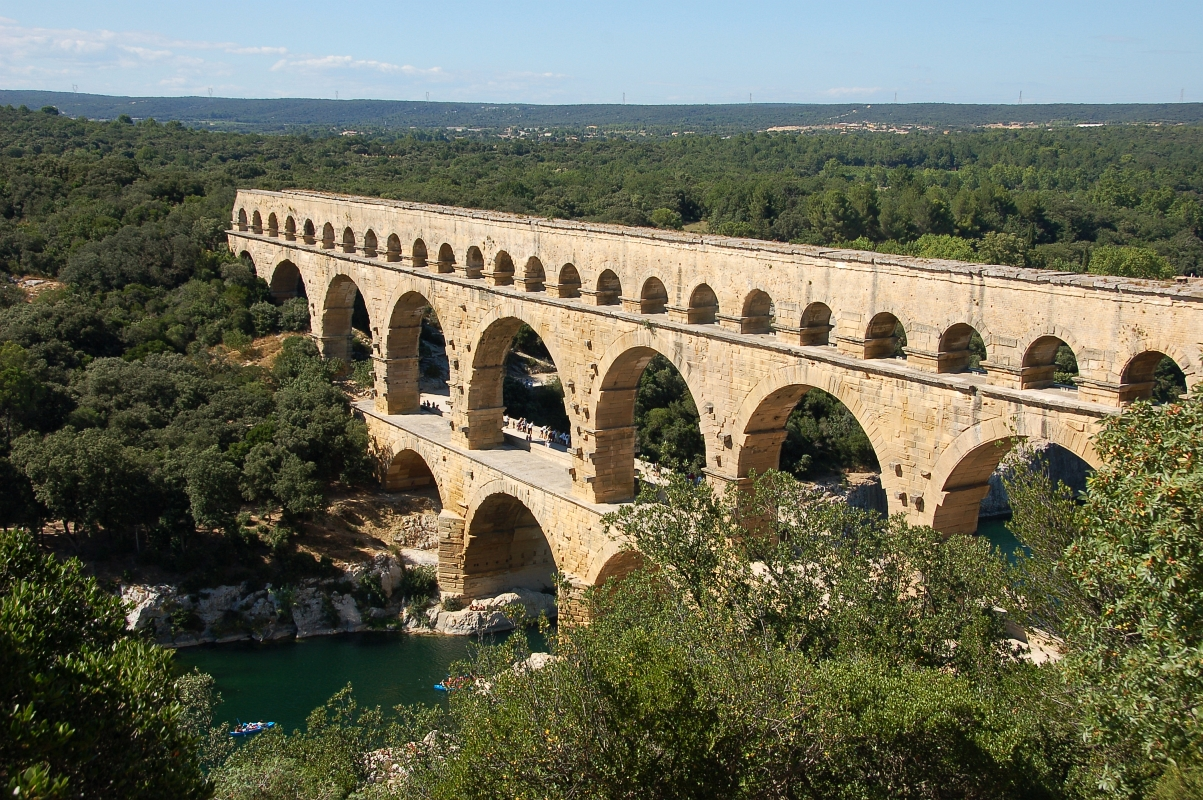
Pont du Gard

- 1982 – Von der Großen Saline in Salins-les-Bains bis zur Königlichen Saline in Arc-et-Senans, die Herstellung von Siedesalz (K)
- 1983 – Die Plätze Stanislas, de la Carrière, d’Alliance in Nancy (K)
- 1983 – Abteikirche von Saint-Savin (K)
- 1983 – Kap Girolata, Kap Porto, Calanche und der Naturpark Scandola auf Korsika (N)
- 1985 – Römisches Aquädukt Pont du Gard (K)
- 1988 – Straßburg: von der Grande-Île zur Neustadt, eine europäische Stadtszenerie (K, 2017 erweitert)
- 1991 – Seineufer von Paris (K)
- 1991 – Kathedrale Notre Dame, Basilika Saint-Remi und Palast von Tau in Reims (K)
- 1992 – Kathedrale von Bourges (K)
- 1995 – Altstadt von Avignon (K)

- 1996 – Canal du Midi (K)

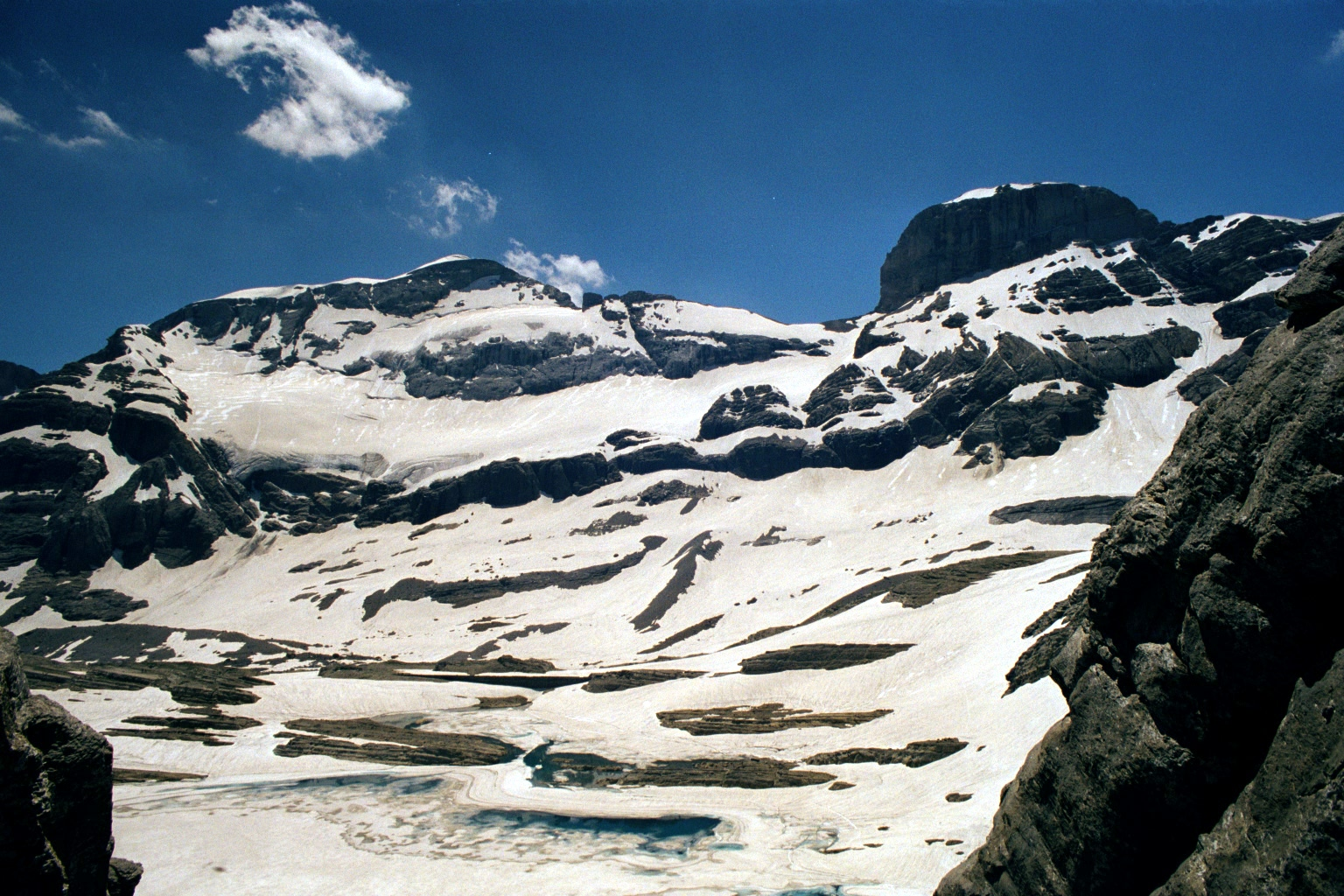
Mont Perdu

- 1997 – Altstadt und Stadtmauer von Carcassonne (K)
- 1997 – Mont Perdu in den Pyrenäen (K/N, grenzüberschreitend mit Spanien)
- 1998 – Historische Stätten von Lyon (K)
- 1998 – Jakobsweg in Frankreich: Via Turonensis, Via Lemovicensis, Via Podiensis und Via Tolosana (K)
- 1999 – Weinanbaugebiet von Saint-Émilion (K)
- 2000 – Tal der Loire zwischen Sully-sur-Loire und Chalonnes (K)
- 2001 – Mittelalterliche Handelsstadt Provins (K)
- 2005 – Stadtzentrum von Le Havre (K)
- 2005 – 23 Belfriede in Frankreich (K, zusammen mit Belgien) (K)

Notre-Dame-du-Haut in Ronchamp

- 2007 – Stadtzentrum von Bordeaux  (K)
- 2008 – Festungsanlagen von Vauban (K)
- 2010 – Bischofsviertel der Stadt Albi (K)
- 2011 – Prähistorische Pfahlbauten um die Alpen (K, transnational)
- 2011 – Agropastorale Landschaften der Causses und Cevennen (K)
- 2012 – Nordfranzösisches Kohlerevier, Bergbaubecken von Nord-Pas-de-Calais (K)
- 2014 – Chauvet-Höhle (K)
- 2015 – Weinberge, Häuser und Weinkeller der Champagne (K)
- 2015 – Climats, Weinbaugebiete des Burgund (K)
- 2016 – Das architektonische Werk von Le Corbusier (K, transnational) aus Frankreich zehn Bauwerke, u. a. Notre-Dame-du-Haut in Ronchamp
- 2018 – Chaîne des Puys (N)
- 2021 – Buchenurwälder und Alte Buchenwälder der Karpaten und anderer Regionen Europas (N, transnational mit 17 weiteren Ländern)
- 2021 – Bedeutende Kurstädte Europas: Vichy (K, transnational)
- 2021 – Leuchtturm von Cordouan (K)
- 2021 – Nizza, Winterkurort der Riviera (K)

Weitere Welterbestätten aus Frankreich befinden sich in Übersee.

## Griechenland

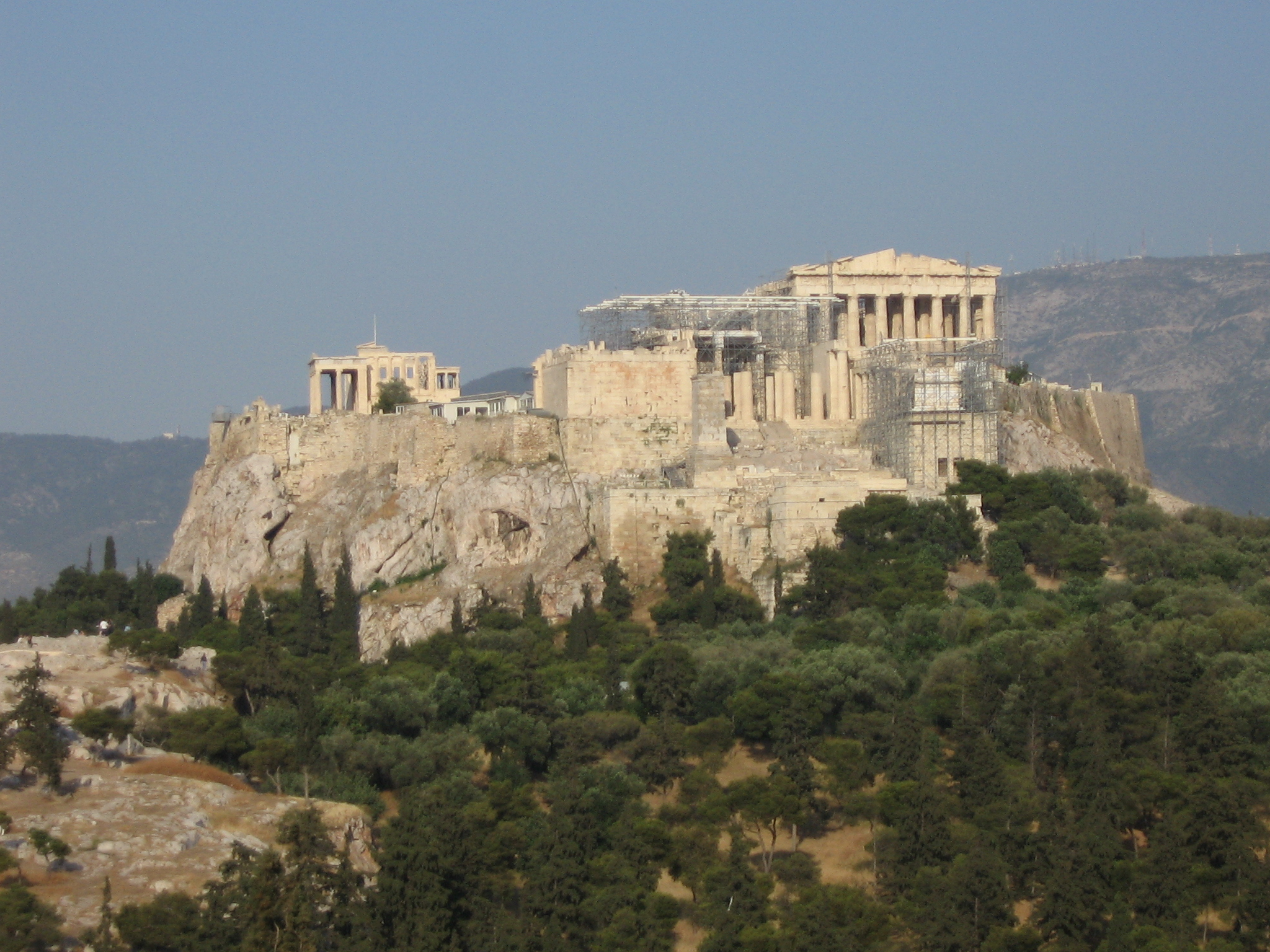
Akropolis von Athen

- 1986 – Apollontempel bei Bassae (K)
- 1987 – Delphi (K)
- 1987 – Akropolis in Athen (K)
- 1988 – Berg Athos  (K/N)
- 1988 – Meteora-Klöster (K/N)
- 1988 – Frühchristliche und byzantinische Bauten in Thessaloniki (K)
- 1988 – Antike Stadt Epidauros (K)
- 1988 – Mittelalterliche Stadt von Rhodos (K)
- 1988 – Ruinen von Olympia (K)

- 1989 – Ruinenstadt Mystras (K)
- 1990 – Insel Delos (K)

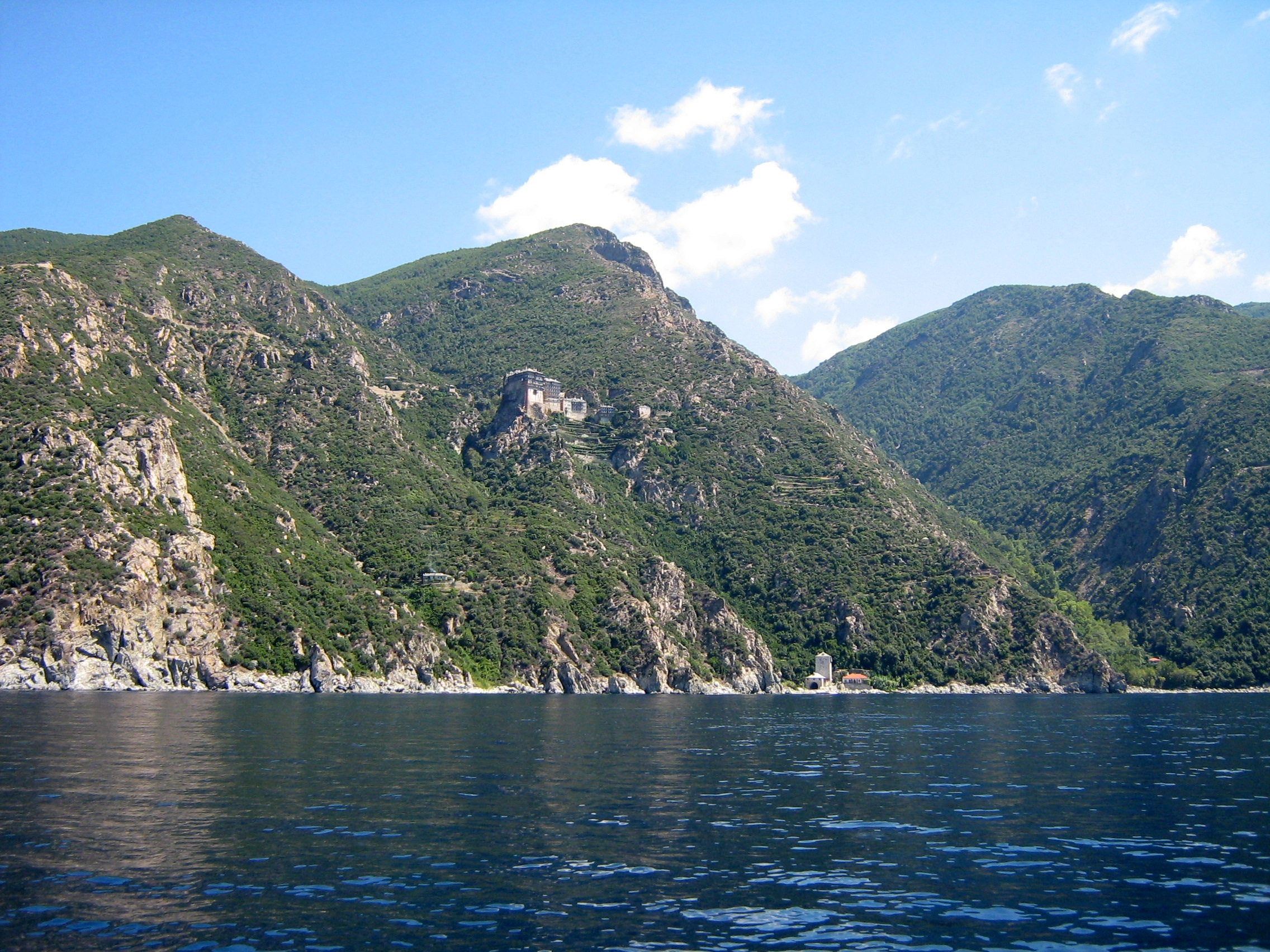
Berg Athos

- 1990 – Klöster Daphni, Hosios Lukas und Nea Moni (K)
- 1992 – Pythagoreion und Heraion von Samos  (K)
- 1996 – Ausgrabungsstätten von Vergina (K)
- 1999 – Archäologische Stätten von Mykene und Tiryns (K)
- 1999 – Altstadt mit dem Kloster des Hl. Johannes und der Höhle der Apokalypse auf der Insel Patmos (K)
- 2007 – Altstadt von Korfu (K)
- 2016 – Philippi (K)
- 2023 – Zagori-Kulturlandschaft (K)

## Irland

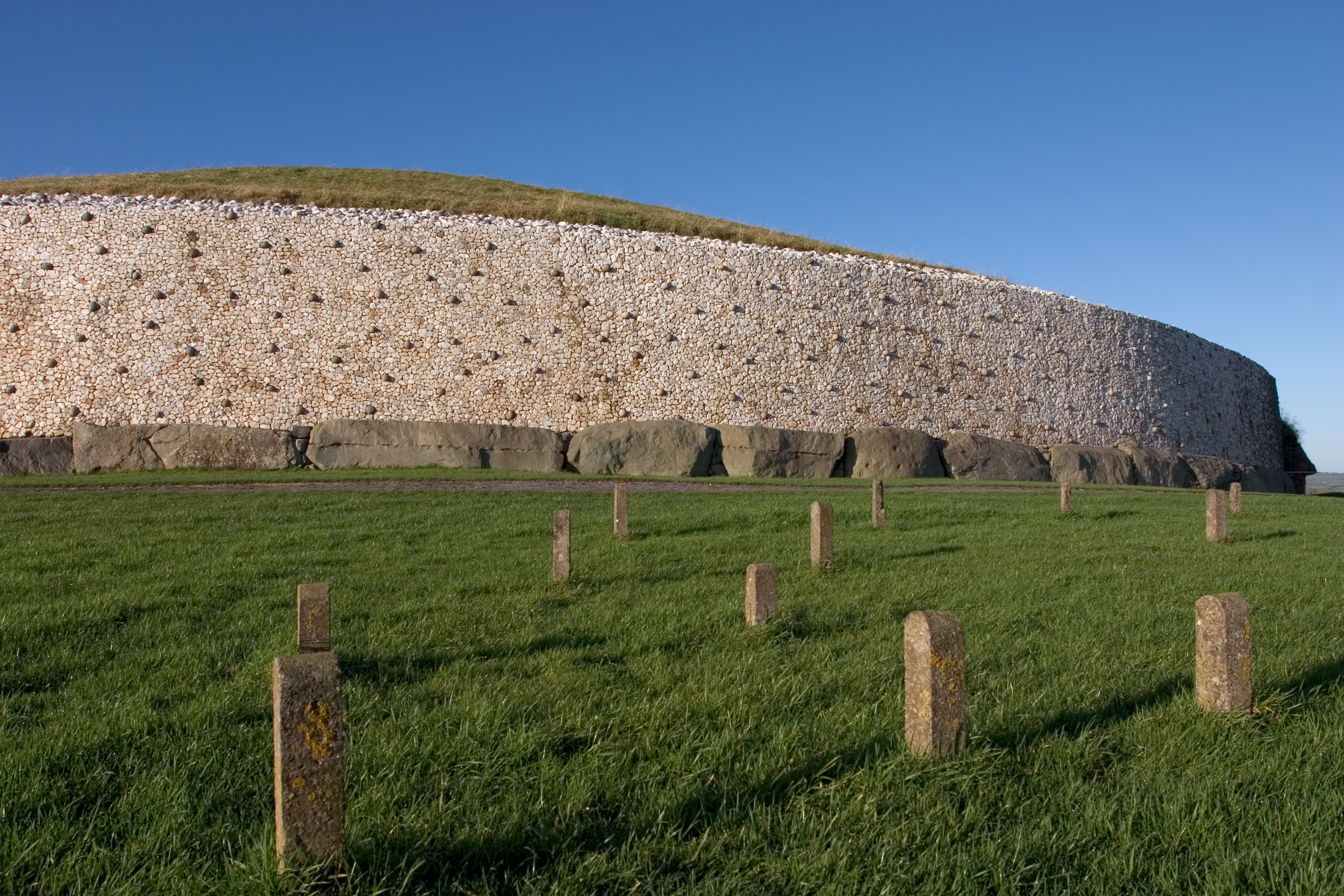
Grabkammer von Newgrange im Bend of the Boyne

- 1993 – Archäologische Stätte Bend of the Boyne (K)
- 1996 – Felseninsel Skellig Michael (K)

## Island
- 2004 – Nationalpark Þingvellir (K)
- 2008 – Insel Surtsey (N)
- 2019 – Vatnajökull-Nationalpark (N)

## Italien

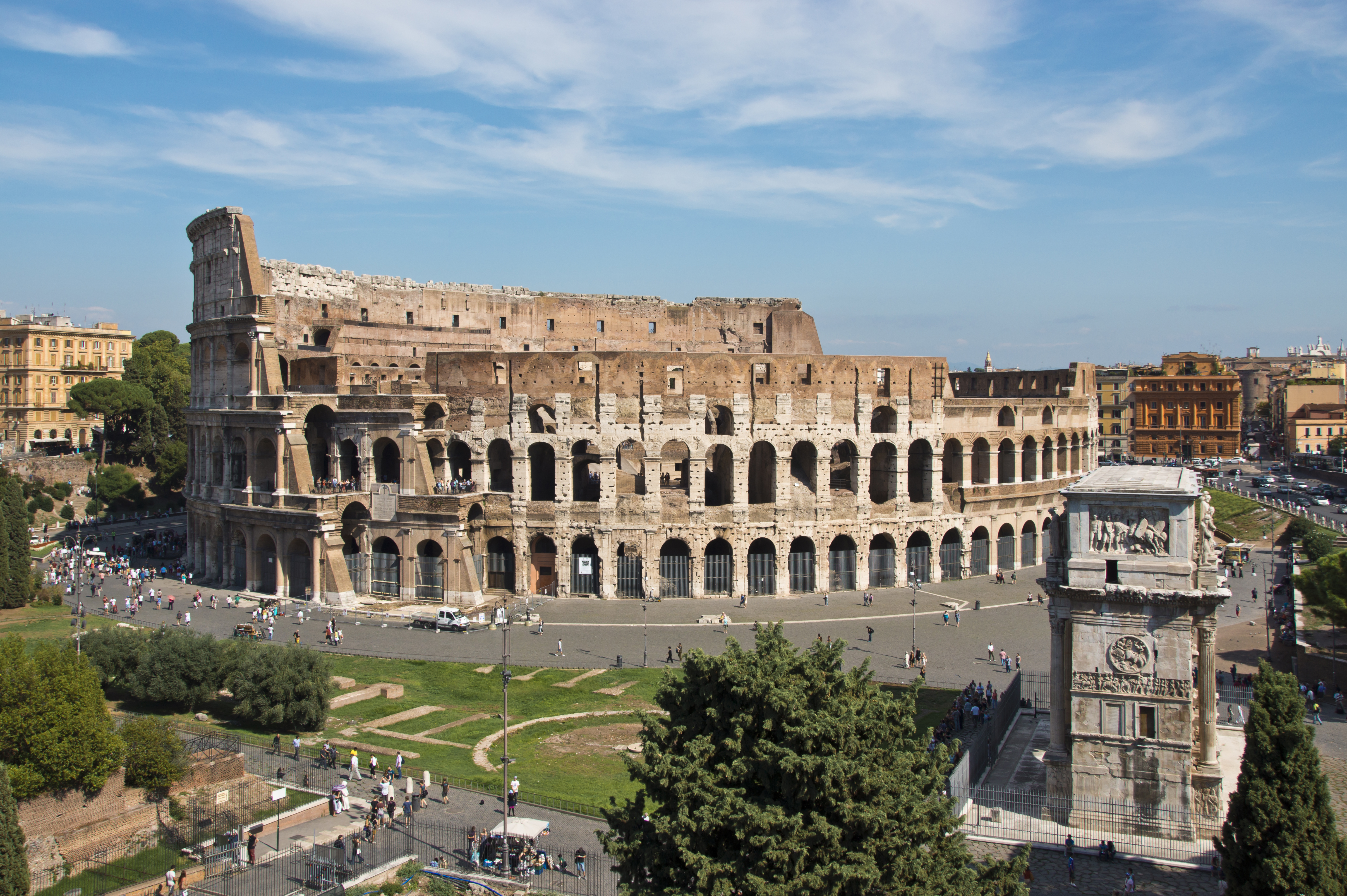
Kolosseum in der Altstadt von Rom

- 1979 – Felsbilder im Valcamonica (K)
- 1980 – Dominikanerkirche Santa Maria delle Grazie in Mailand mit dem Bild „Das Abendmahl“ (K)
- 1980 – Historische Altstadt von Rom (K)
1990 erweitert um Basilika St. Paul einschließlich der extraterritorialen Besitztümer des Vatikans in der Stadt
- 1982 – Die Altstadt von Florenz (K)
- 1987 – Venedig und seine Lagune (K)
- 1987 – Domplatz von Pisa  (K)
- 1990 – Historisches Zentrum von San Gimignano  (K)
- 1993 – Höhlenwohnungen Sassi di Matera  (K)

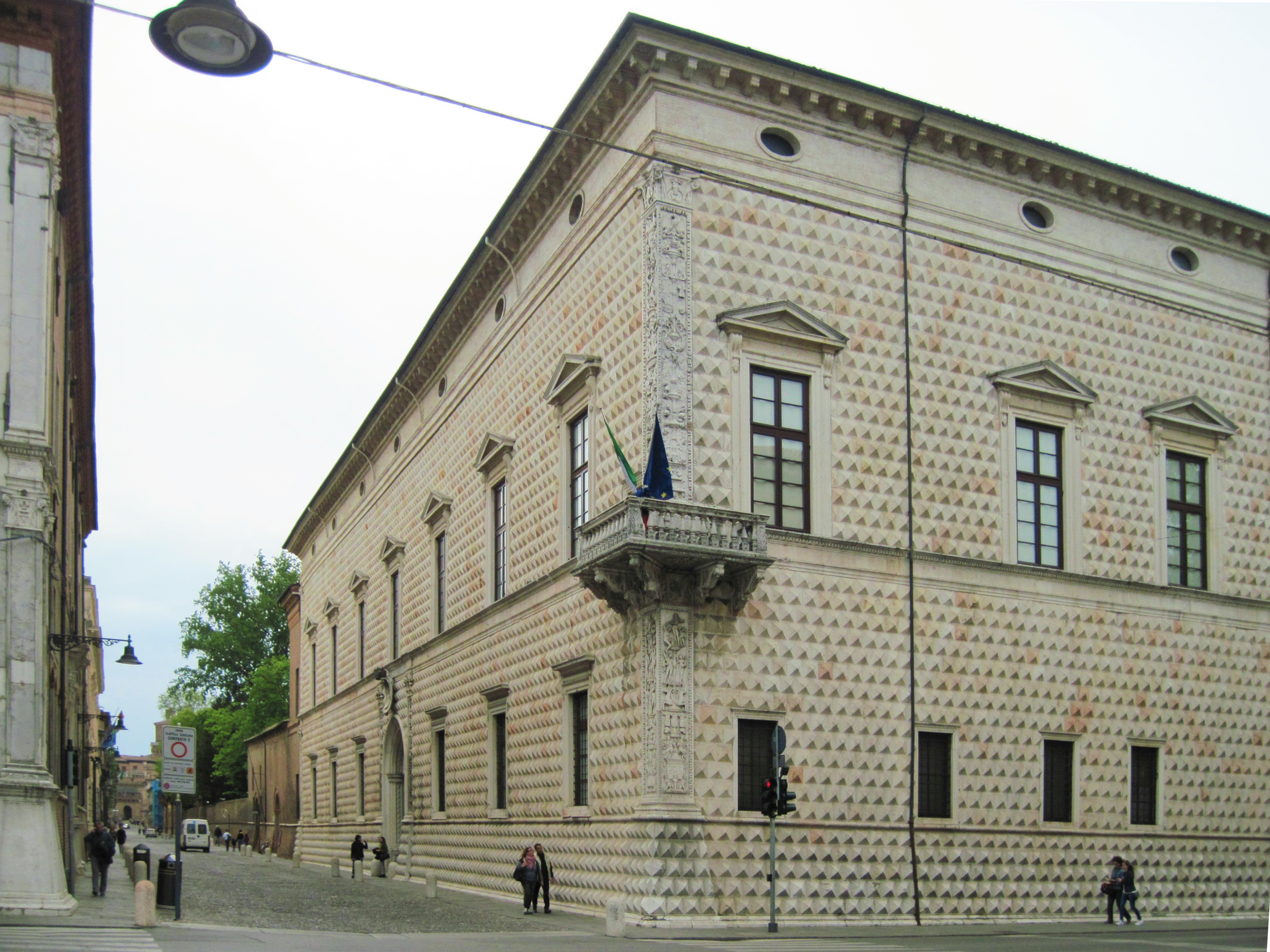
Palazzo dei Diamanti in Ferrara

- 1994 – Vicenza und die Villen Palladios  (K)
- 1995 – Historisches Zentrum von Siena (K)
- 1995 – Historisches Zentrum von Neapel (K)
- 1995 – Modellsiedlung Crespi d’Adda  (K)
- 1995 – Renaissancestadt Ferrara und Delta des Po  (K)
- 1996 – Trulli von Alberobello  (K)
- 1996 – Castel del Monte (K)
- 1996 – Frühchristliche Baudenkmale und Mosaike von Ravenna (K)
- 1996 – Historisches Zentrum von Pienza  (K)
- 1997 – Königliches Schloss in Caserta  (K)

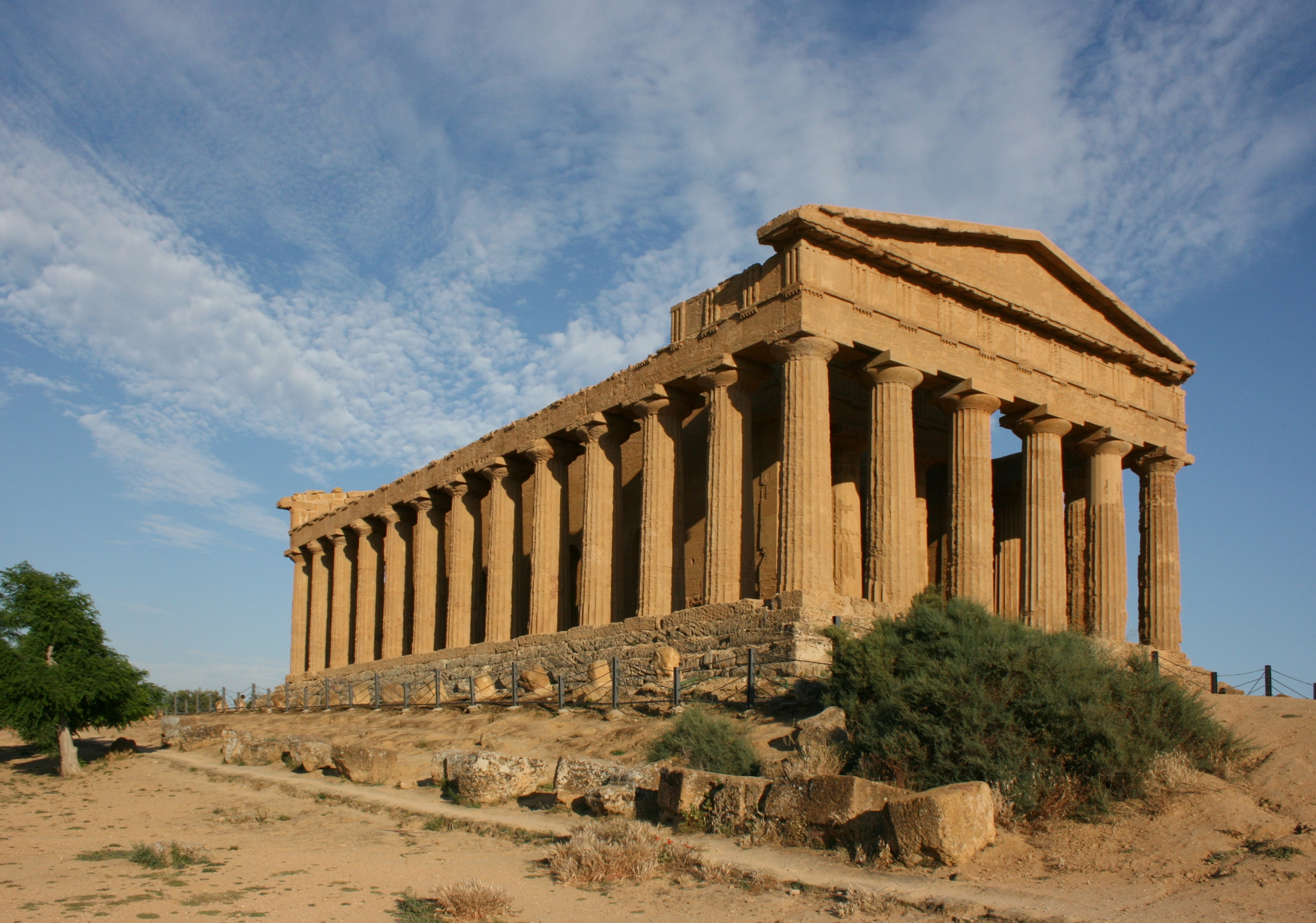
Concordiatempel in Agrigent

- 1997 – Residenzen des Hauses Savoyen in der Provinz Turin (K)
- 1997 – Botanischer Garten in Padua  (K)
- 1997 – Kathedrale von Modena, Torre Civica und Piazza Grande in Modena (K)
- 1997 – Pompeji, Herculaneum und Villa von Oplontis  (K)
- 1997 – Villa Romana del Casale (K)
- 1997 – Bronzezeitliche Turmbauten von Barumini in Sardinien (K)
- 1997 – Kulturlandschaft Porto Venere und Cinque Terre (K)
- 1997 – Kulturlandschaft Küste von Amalfi (K)
- 1997 – Archäologische Stätten von Agrigent  (K)
- 1998 – Nationalpark Cilento und Vallo di Diano mit den archäologischen Stätten von Paestum und Velia und der Kartause von Padula  (K)
- 1998 – Historisches Zentrum von Urbino  (K)

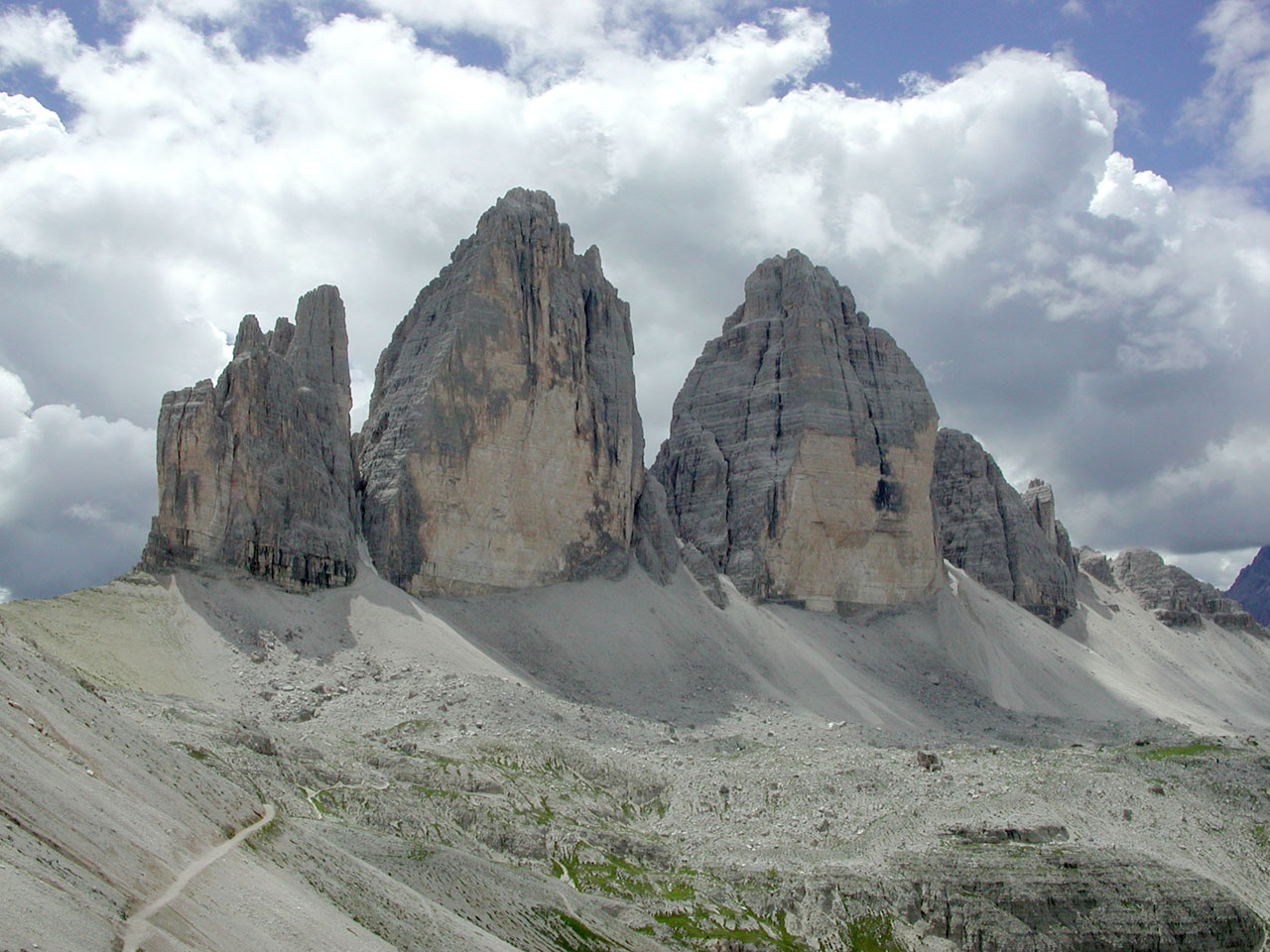
Die Drei Zinnen in den Dolomiten

- 1998 – Archäologische Stätten und die Basilika von Aquileia  (K)
- 1999 – Hadriansvilla in Tivoli
- 2000 – Äolische Inseln (K)
- 2000 – Basilika San Francesco von Assisi und Gedenkstätten des Hl. Franziskus  (K)
- 2000 – Altstadt von Verona  (K)
- 2001 – Villa d’Este in Tivoli  (K)
- 2002 – Spätbarocke Städte des Val di Noto  (K)
- 2003 – Sacri Monti im Piemont und der Lombardei (K)
- 2004 – Val d’Orcia  (K)
- 2004 – Etruskische Nekropolen von Cerveteri und Tarquinia (K)
- 2005 – Syrakus und die Felsnekropolis von Pantalica  (K)
- 2006 – Le Strade Nuove und Palazzi dei Rolli in Genua  (K)

- 2008 – Mantua und Sabbioneta (K)

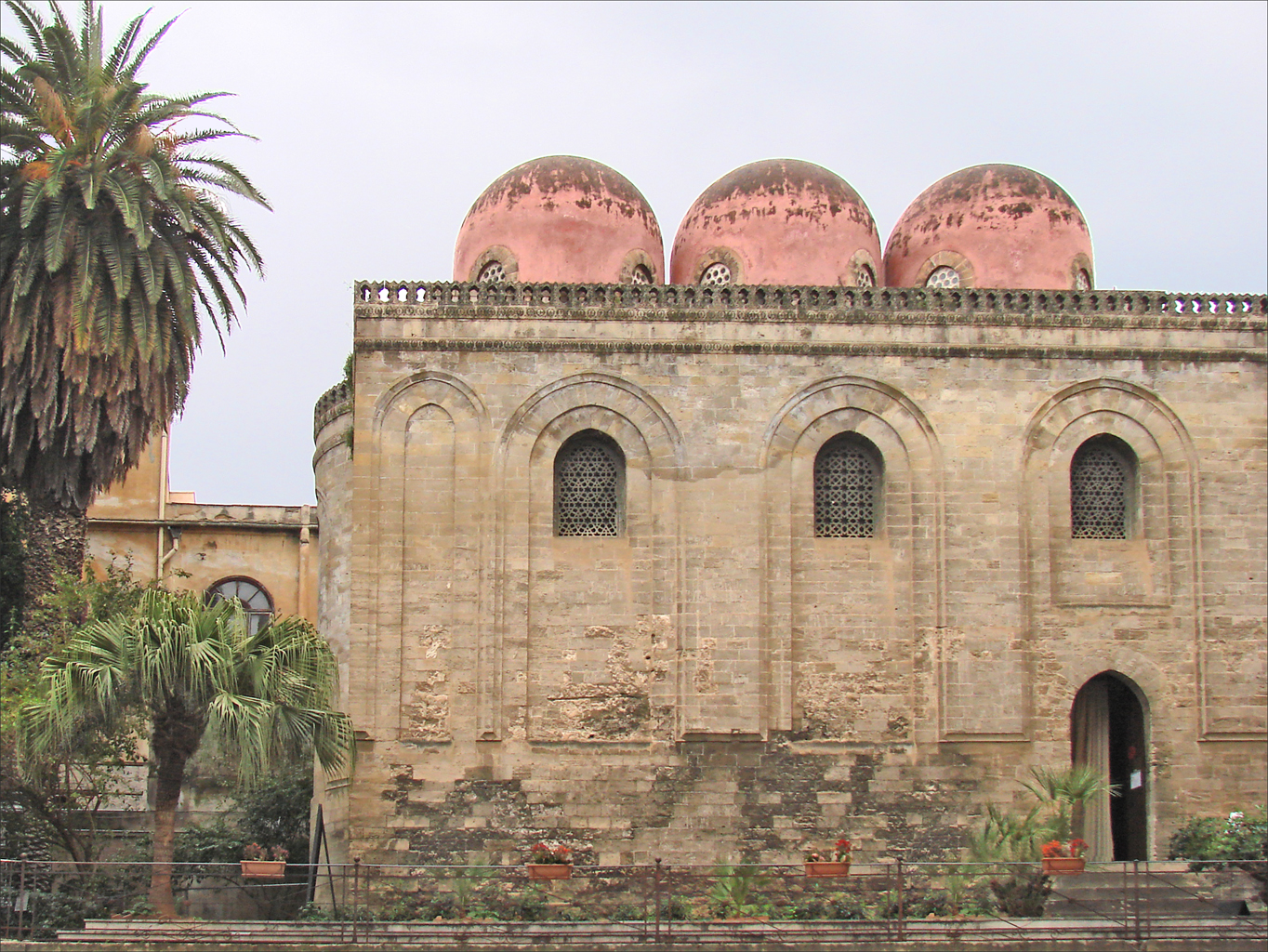
Arabisch-normannische Kirche San Cataldo in Palermo

- 2008 – Berninabahn der Rhätischen Bahn (K, grenzüberschreitend mit der Schweiz)
- 2009 – Dolomiten in Südtirol und in den Provinzen Trient (Trentino), Belluno (Venetien) sowie Udine und Pordenone (Friaul) (N)
- 2010 – Monte San Giorgio (K, Erweiterung um italienisches Gebiet) (N)
- 2011 – Die Langobarden in Italien, Orte der Macht (568 bis 774 n. Chr.) (K)
- 2011 – Prähistorische Pfahlbauten um die Alpen (K, transnational) (K)
- 2013 – Ätna (Sizilien) (N)
- 2013 – Villen und Gärten der Medici  (K)
- 2014 – Weinbau-Landschaft des Piemonts: Langhe-Roero und Monferrato (K)
- 2015 – Arabisch-normannisches Palermo und die Kathedralen von Cefalù und Monreale (K)
- 2017 – Alte Buchenwälder und Buchenurwälder der Karpaten und anderer Regionen Europas (N, transnational mit 17 weiteren Ländern)
- 2017 – Venezianisches Verteidigungssystem des 16. bis 17. Jahrhunderts (K, transnational mit Kroatien und Montenegro)
- 2018 – Ivrea, Industriestadt des 20. Jahrhunderts (K)
- 2019 – Die Hügel des Prosecco zwischen Conegliano und Valdobbiadene (K)
- 2021 – Arkadengänge von Bologna (K)
- 2021 – Paduas Freskenzyklen aus dem 14. Jahrhundert (K)
- 2021 – Bedeutende Kurstädte Europas: Montecatini Terme (K, transnational mit sechs weiteren Ländern)
- 2024 – Via Appia. Regina Viarum (K)

## Kroatien
- 1979 – Altstadt von Dubrovnik (K)

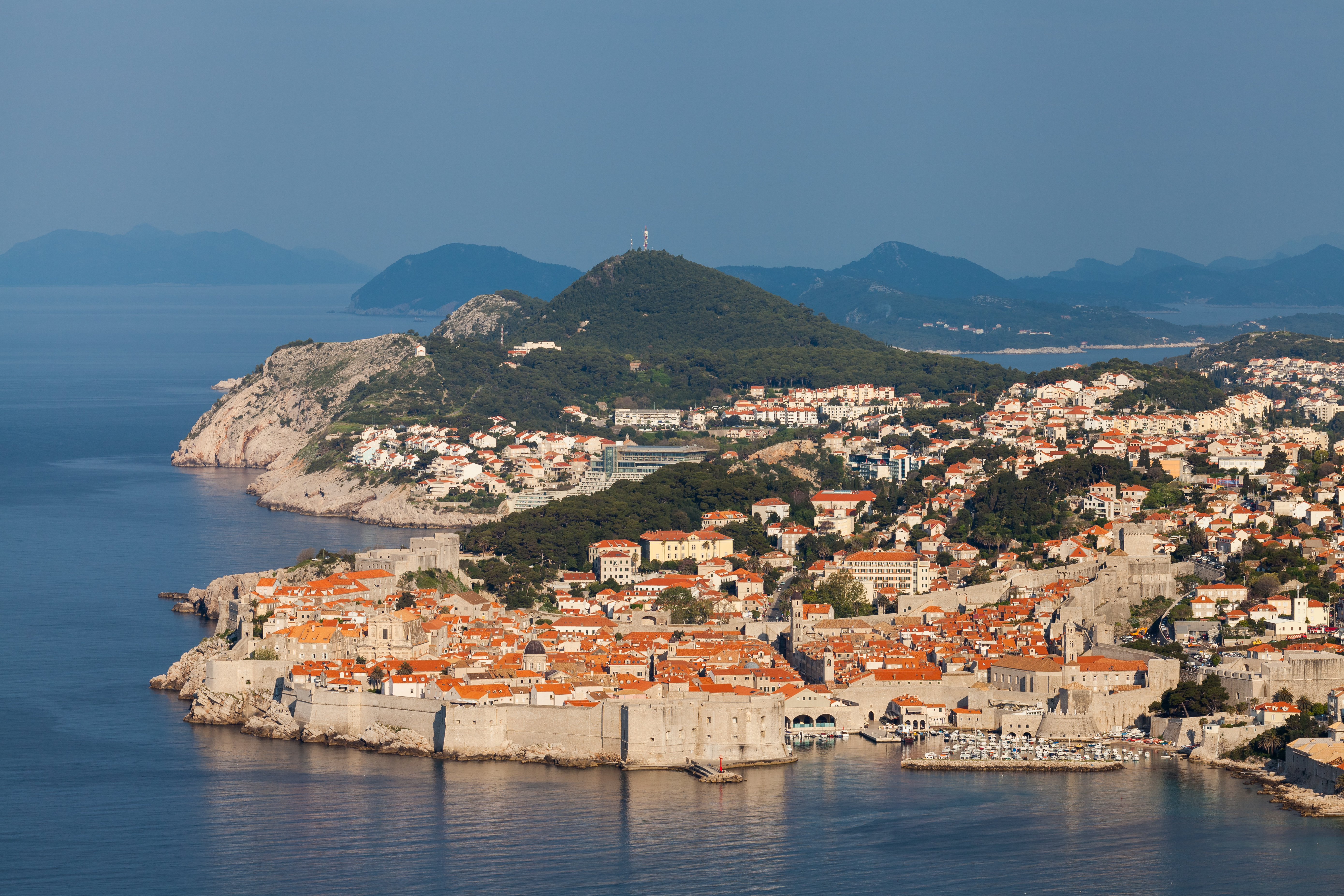
Altstadt von Dubrovnik

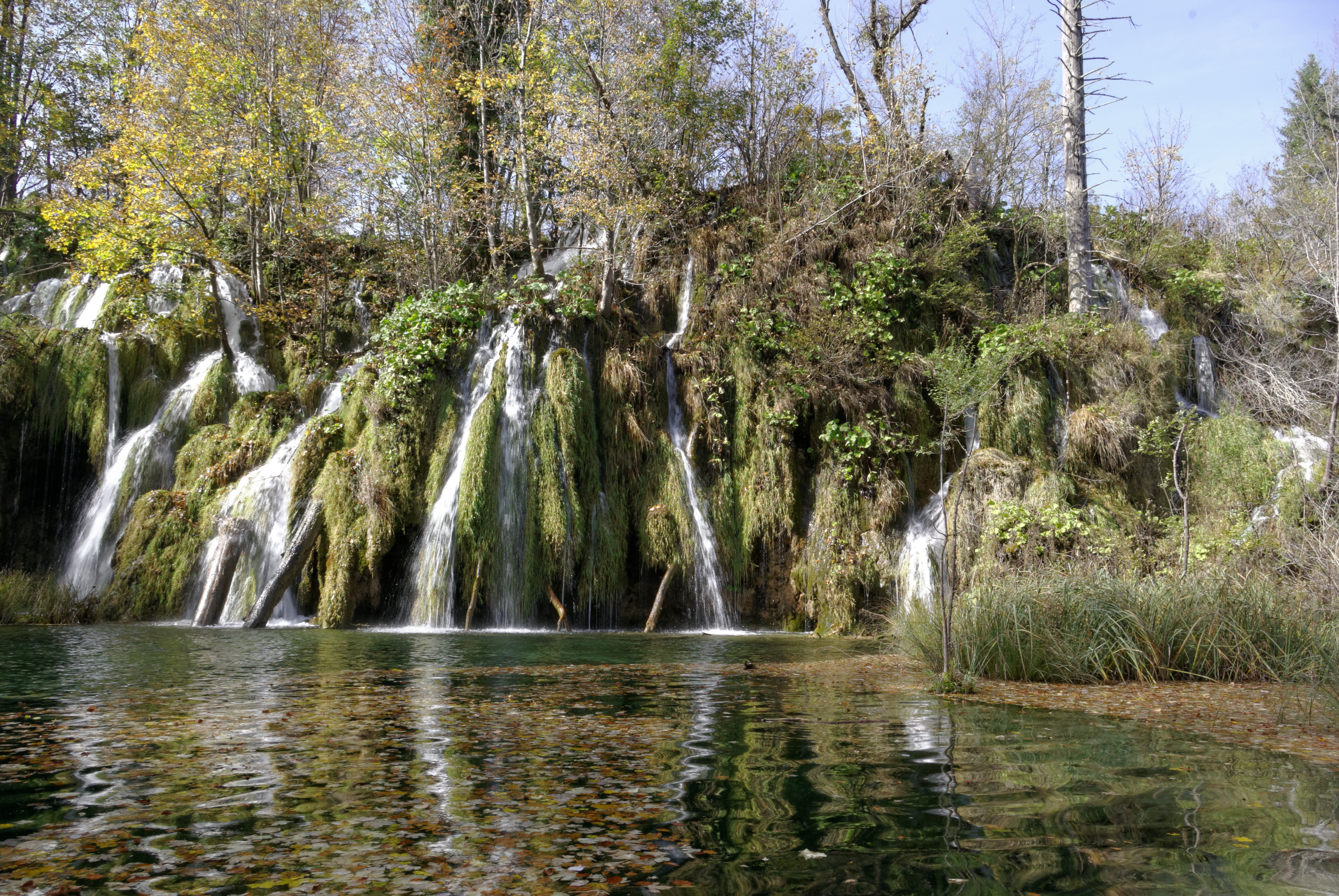
Nationalpark Plitvicer Seen

- 1979 – Historischer Komplex von Split mit dem Diokletianspalast (K)
- 1979 – Nationalpark Plitvicer Seen (N)
- 1997 – Bischofsgebäude der Euphrasius-Basilika in der Altstadt von Porec (K)
- 1997 – Altstadt von Trogir (K)
- 2000 – Kathedrale des Heiligen Jakob in Sibenik (K)
- 2008 – Ebene von Stari Grad  (K)
- 2016 – Stećci – Mittelalterliche Grabsteine (K, transnational mit Bosnien und Herzegowina, Montenegro und Serbien)
- 2017 – Alte Buchenwälder und Buchenurwälder der Karpaten und anderer Regionen Europas (N, transnational mit 17 weiteren Ländern)
- 2017 – Venezianisches Verteidigungssystem des 16. bis 17. Jahrhunderts (K, transnational mit Italien und Montenegro)

## Lettland
- 1997 – Riga, Altstadt und Neustadt (K)
- 2005 – Struve-Bogen (K, transnational mit 9 weiteren Ländern, in Lettland: Sestu-Kalns und Jacobstadt)

## Litauen
- 1994 – Altstadt von Vilnius (K)
- 2000 – Kurische Nehrung (K, grenzüberschreitend mit Russland)
- 2004 – Archäologische Stätte Kernavė (K)
- 2005 – Struve-Bogen (K, transnational mit 9 weiteren Ländern)

## Luxemburg
- 1994 – Altstadtviertel und Festungen von Luxemburg (K)

## Malta
- 1980 – Stadt Valletta (K)

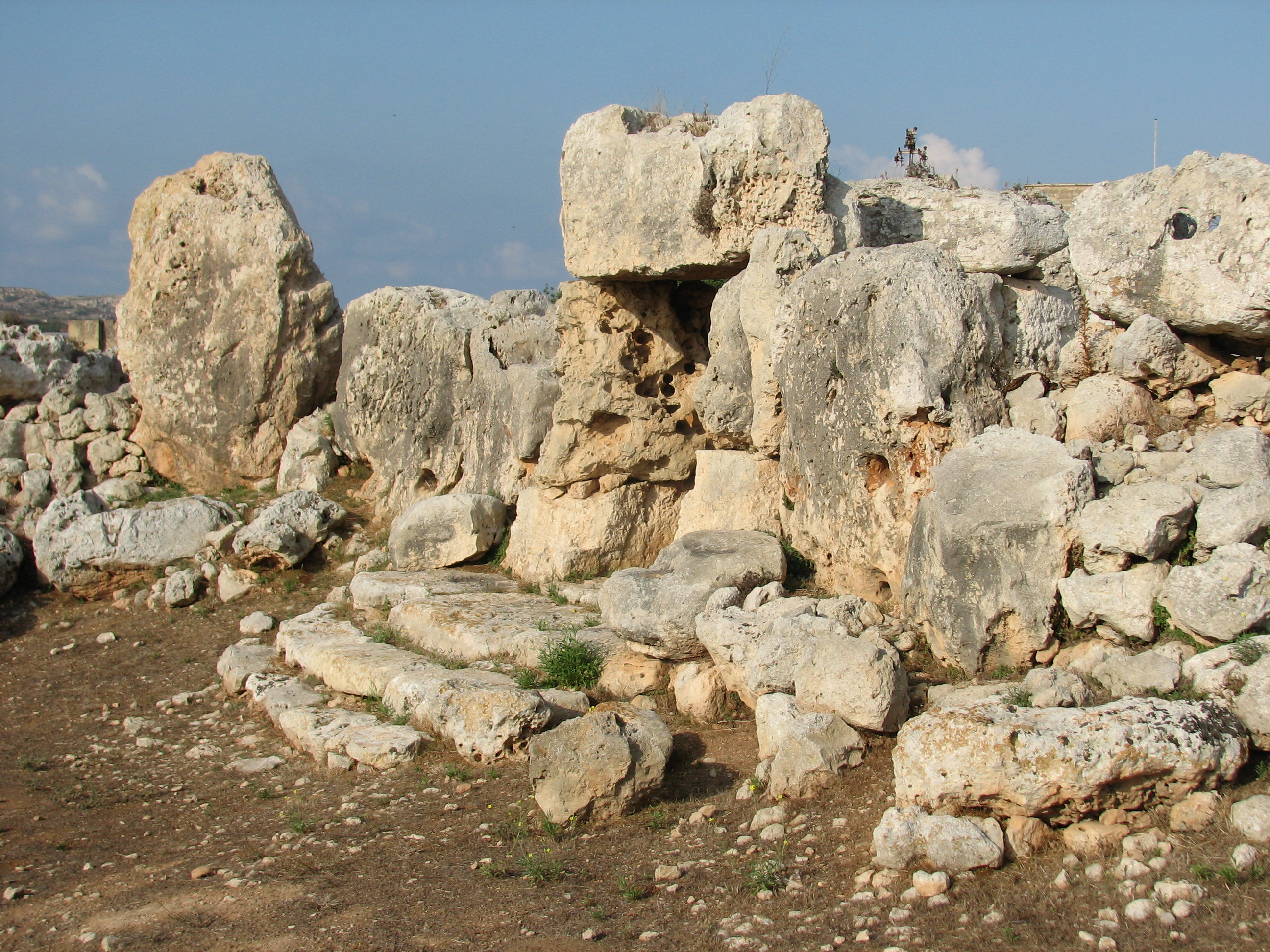
Megalithischer Tempel Ta’ Ħaġrat

- 1980 – Megalithische Tempel von Malta (K)
- 1980 – Unterirdischer Kultraum Hypogäum von Ħal-Saflieni (K)

## Republik Moldau
- 2005 – Struve-Bogen (K, transnational mit 9 weiteren Ländern)

## Montenegro

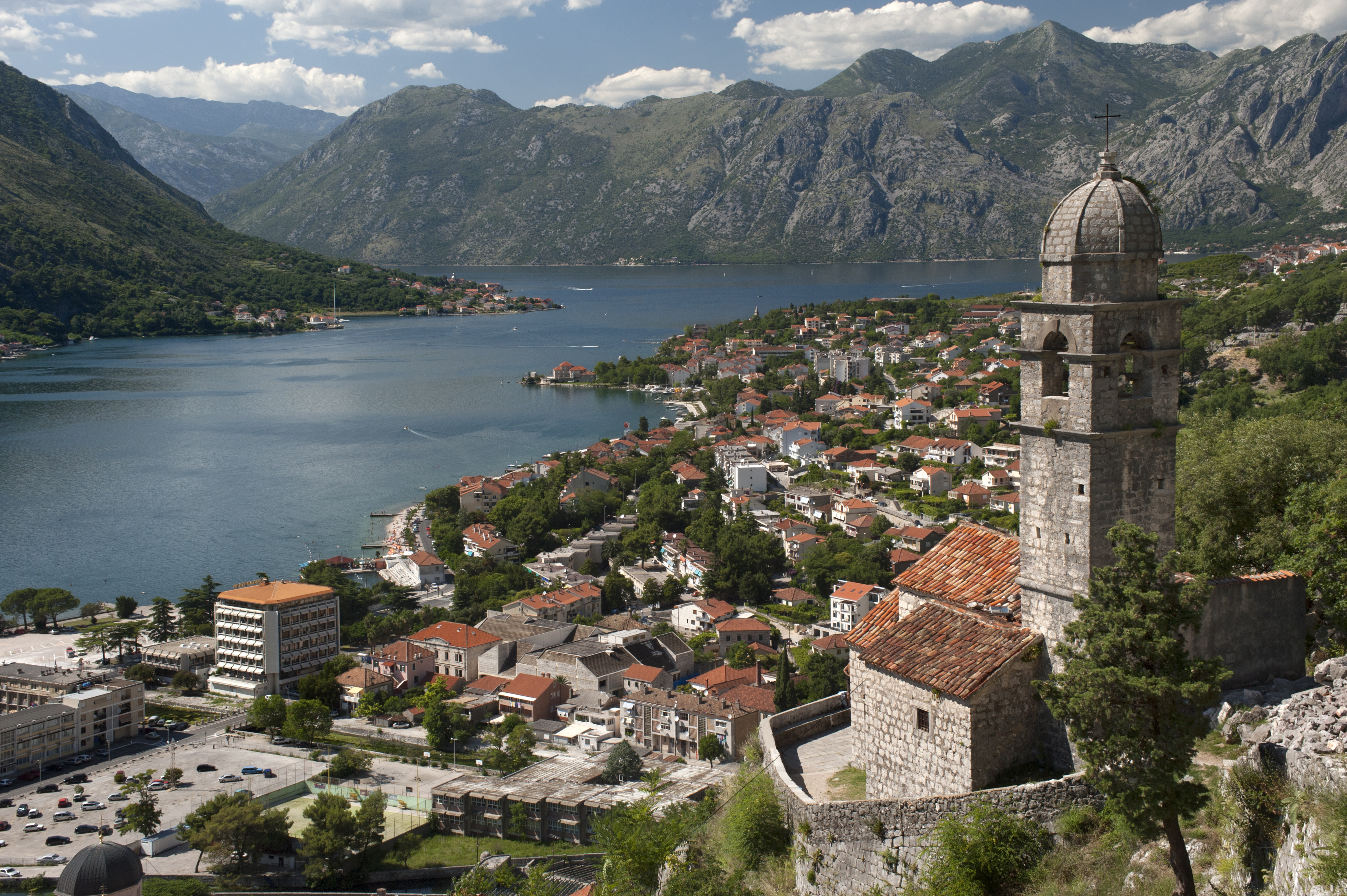
Blick über Kotor und die Bucht

- 1979 – Natürliche und kulturhistorische Region Kotors (K)
- 1980 – Nationalpark Durmitor (N)
- 2016 – Stećci (K, transnational mit Bosnien und Herzegowina, Kroatien und Serbien)
- 2017 – Venezianisches Verteidigungssystem des 16. bis 17. Jahrhunderts (K, transnational mit Italien und Kroatien)

## Niederlande

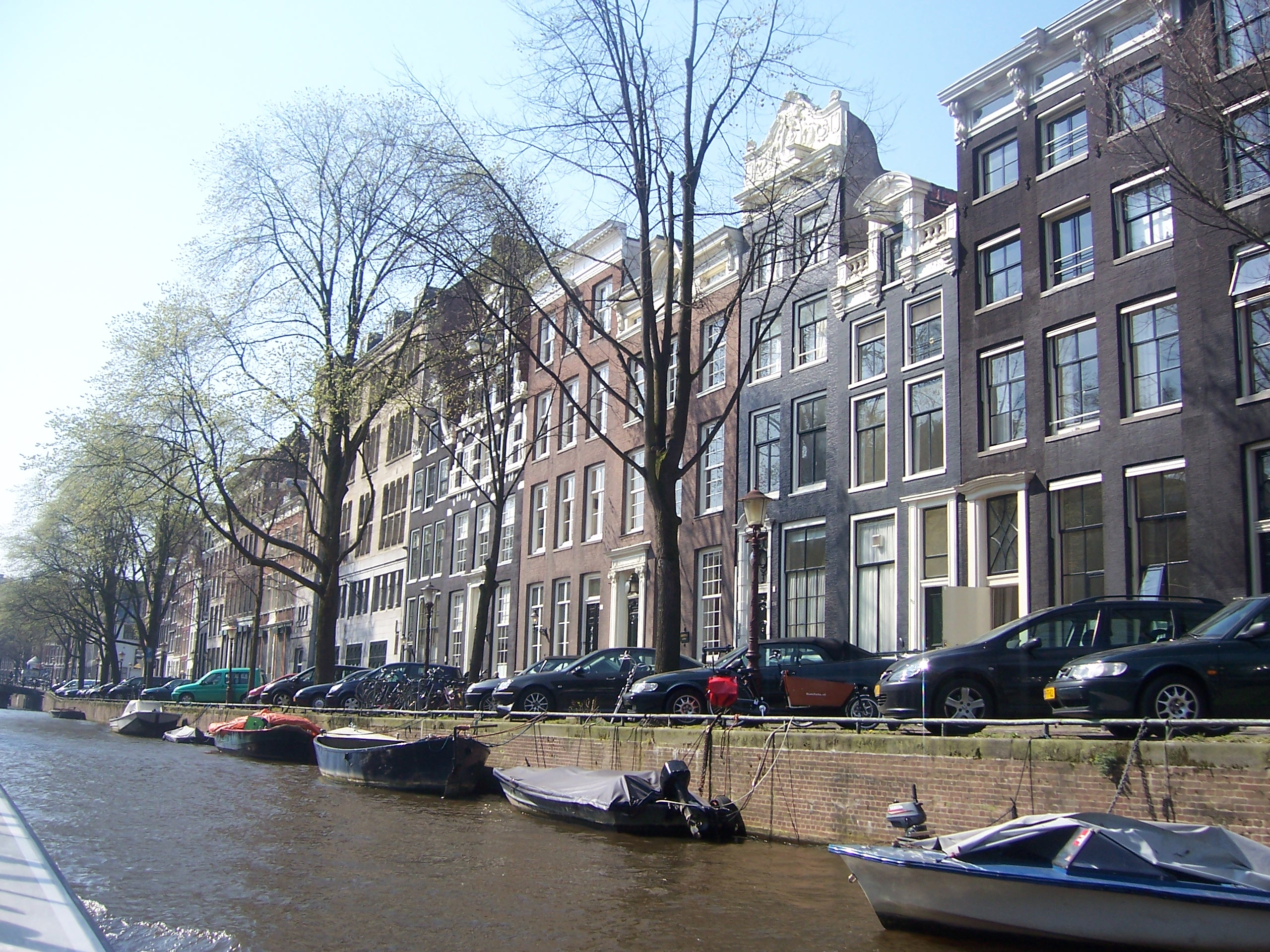
Herengracht in Amsterdam

- 1995 – Polderlandschaft Schokland (K)
- 1996 – Holländische Wasserverteidigungslinien (K, 2021 erweitert)
- 1997 – Mühlenanlagen in Kinderdijk-Elshout (K)
- 1998 – Dampfpumpwerk von Wouda  (K)
- 1999 – Beemster-Polder (K)
- 2000 – Rietveld-Schröder-Haus in Utrecht (K)
- 2009 – Wattenmeer (N)
- 2010 – Grachtengürtel (K)
- 2014 – Van-Nelle-Fabrik in Rotterdam (K)
- 2021 – Kolonien der Barmherzigkeit (K, zusammen mit Belgien)
- 2021 – Niedergermanischer Limes (K, zusammen mit Deutschland)

Das Königreich der Niederlande hat auch eine Welterbestätte in der Karibik.

## Nordmazedonien
- 1979 – Natur- und Kulturerbe der Region Ohrid (K/N)
- 2021 – Alte Buchenwälder und Buchenurwälder der Karpaten und anderer Regionen Europas (N, transnational mit 17 weiteren Ländern)

## Norwegen

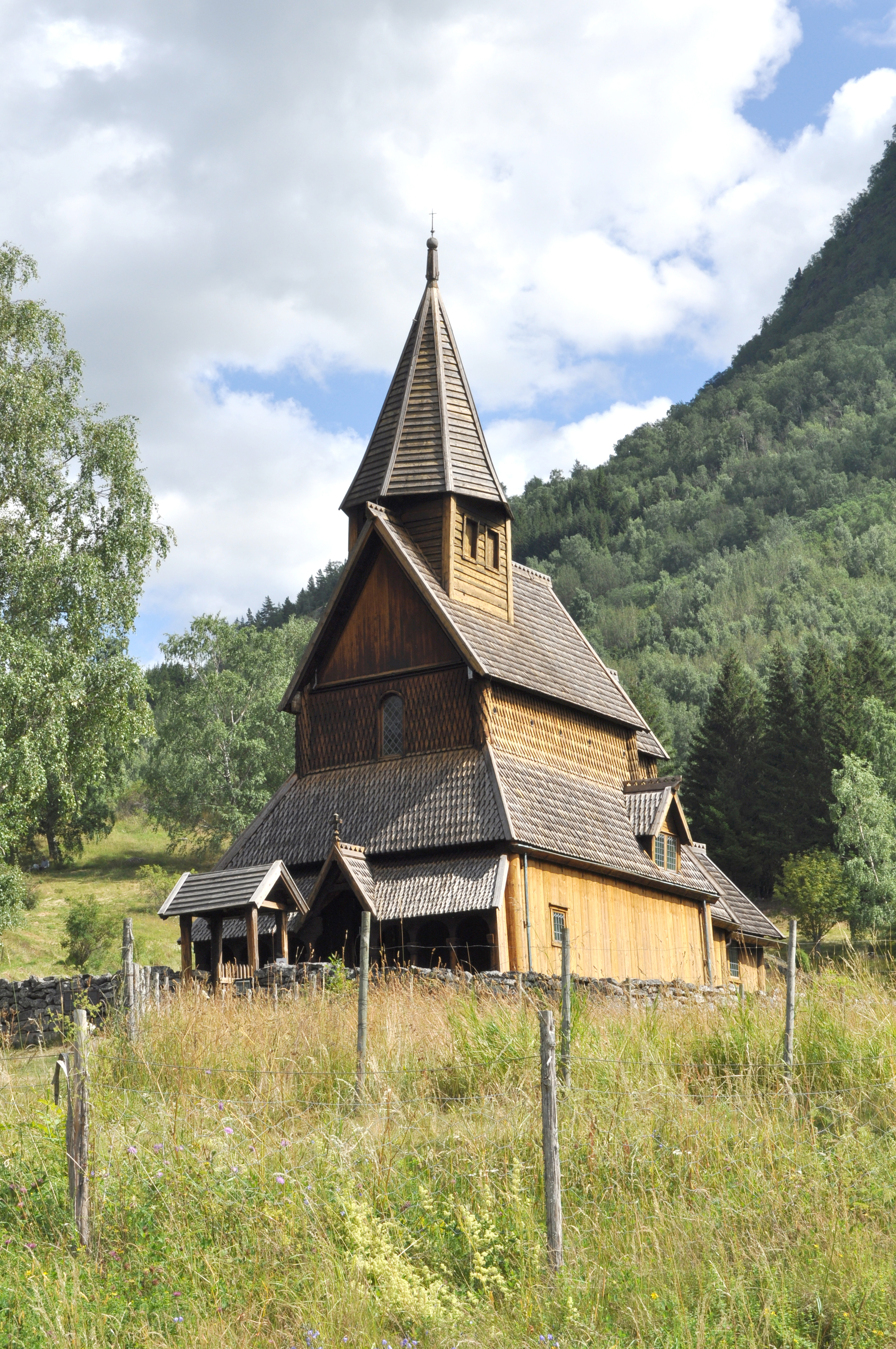
Stabkirche Urnes

- 1979 – Hanseviertel Bryggen der Stadt Bergen (K)
- 1979 – Stabkirche Urnes (K)
- 1980 – Røros (K)
- 1985 – Steinritzungen in Alta (K)
- 2004 – Vega-Archipel (K)
- 2005 – Struve-Bogen (K, transnational mit 9 weiteren Ländern)
- 2005 – Westnorwegische Fjorde Geirangerfjord und Nærøyfjord (N)
- 2015 – Industriestätten in Rjukan und Notodden   (K)

## Österreich

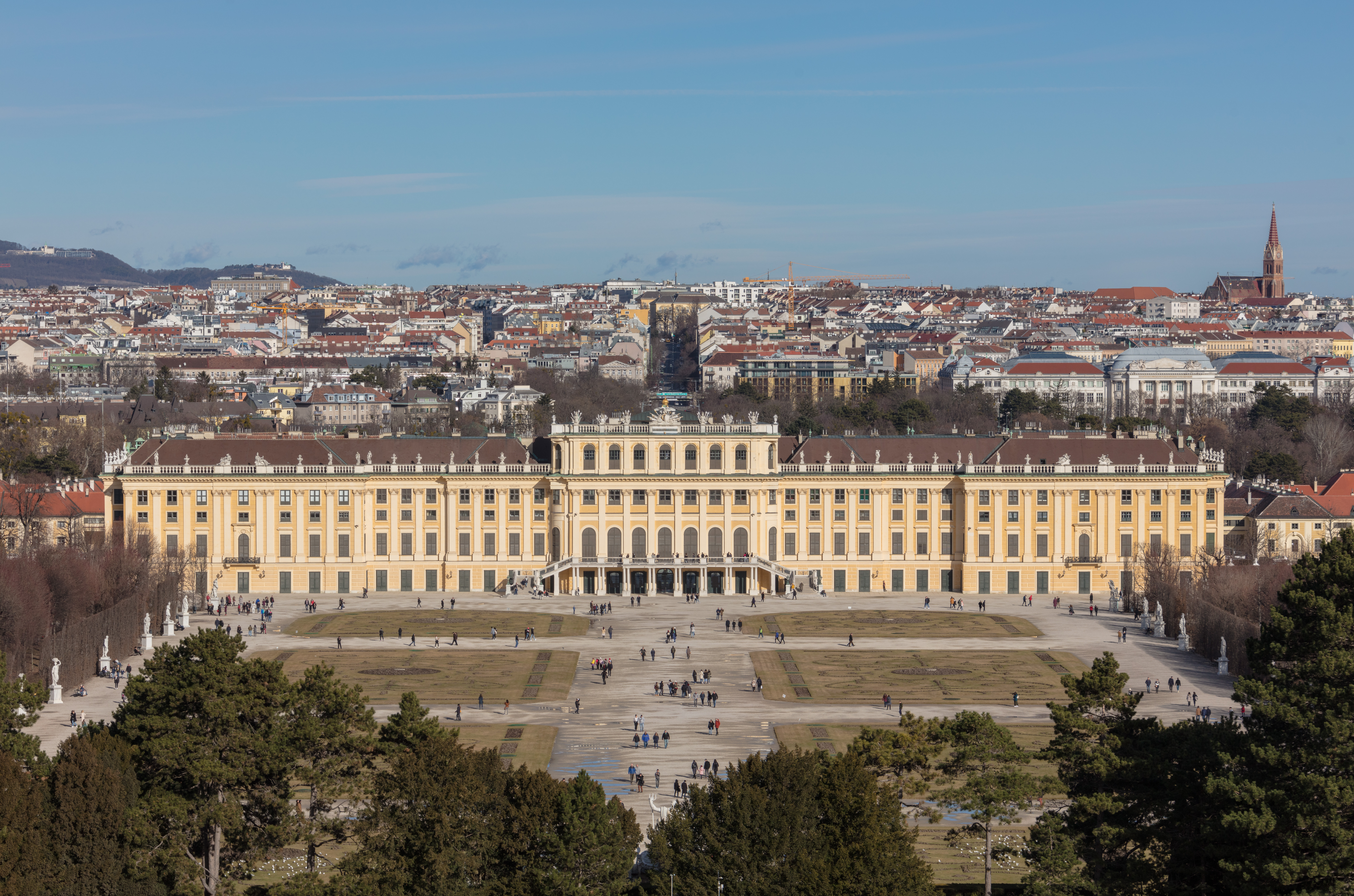
Schloss Schönbrunn

- 1996 – Historisches Zentrum der Stadt Salzburg (K)
- 1996 – Schloss und Park von Schönbrunn (K)
- 1997 – Kulturlandschaft Hallstatt–Dachstein/Salzkammergut (K)
- 1998 – Semmeringbahn (K)
- 1999 – Stadt Graz – Historisches Zentrum und Schloss Eggenberg (K, 2010 erweitert um das Schloss Eggenberg)
- 2000 – Kulturlandschaft Wachau (K)
- 2001 – Historisches Zentrum von Wien  (K, G)
- 2001 – Kulturlandschaft Fertő/Neusiedler See (K, grenzüberschreitend mit Ungarn)
- 2011 – Prähistorische Pfahlbauten um die Alpen (K, transnational)
- 2017 – Alte Buchenwälder und Buchenurwälder der Karpaten und anderer Regionen Europas (N, transnational mit 17 weiteren Ländern)
- 2021 – Grenzen des Römischen Reichs – Donaulimes (K, zusammen mit Deutschland und der Slowakei)
- 2021 – Bedeutende Kurstädte Europas: Baden bei Wien (K, transnational mit 6 weiteren Ländern)

## Polen
- 1978 – Altstadt von Krakau (K)

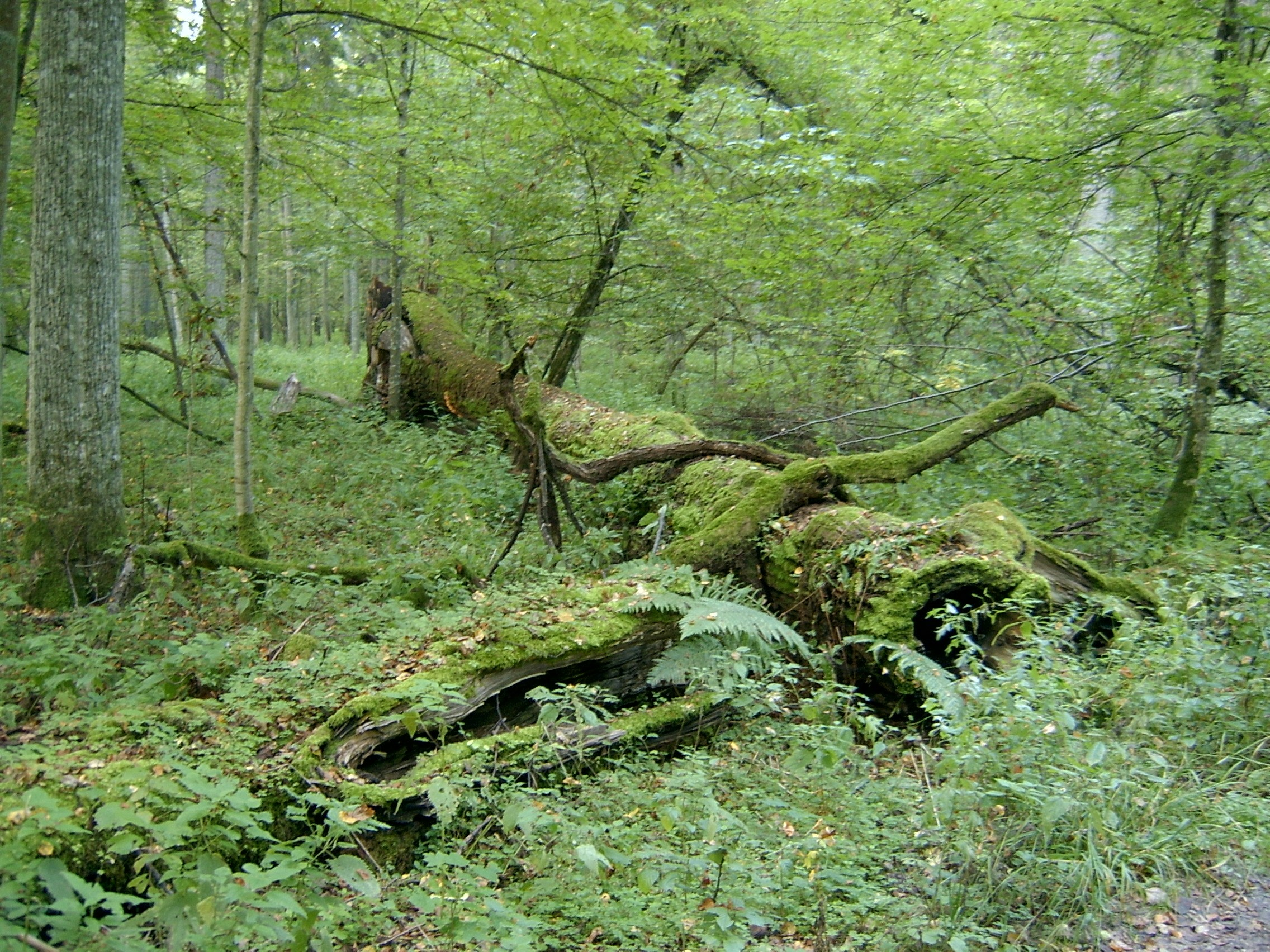
Urwald im Białowieża-Nationalpark

- 1978 – Königliche Salzbergwerke Wieliczka und Bochnia (K)
- 1979 – Auschwitz-Birkenau – nationalsozialistisches Konzentrations- und Vernichtungslager (1940–1945) (K)
- 1979 – Waldgebiet Bialowieza (N, grenzüberschreitend mit Belarus)
- 1980 – Altstadt von Warschau (K)
- 1992 – Altstadt von Zamość (K)
- 1997 – Mittelalterliche Altstadt von Toruń (Thorn) (K)
- 1997 – Deutschordensburg Marienburg in Malbork (Marienburg) (K)
- 1999 – Kalvarienberg Zebrzydowska (K)
- 2001 – Friedenskirchen in Jawor und Świdnica – (Friedenskirchen in Jauer und Schweidnitz) (K)
- 2003 – Holzkirchen im südlichen Kleinpolen (K)
- 2004 – Park Muzakowski (K, grenzüberschreitend mit Deutschland)
- 2006 – Jahrhunderthalle in Breslau
- 2013 – Holzkirchen der Karpatenregion (K, transnational mit der Ukraine)
- 2017 – Blei-Silber-Zink-Mine von Tarnowskie Góry und ihr unterirdisches Wassermanagementsystem (K)
- 2021 – Alte Buchenwälder und Buchenurwälder der Karpaten und anderer Regionen Europas (N, transnational mit 17 weiteren Ländern)

## Portugal

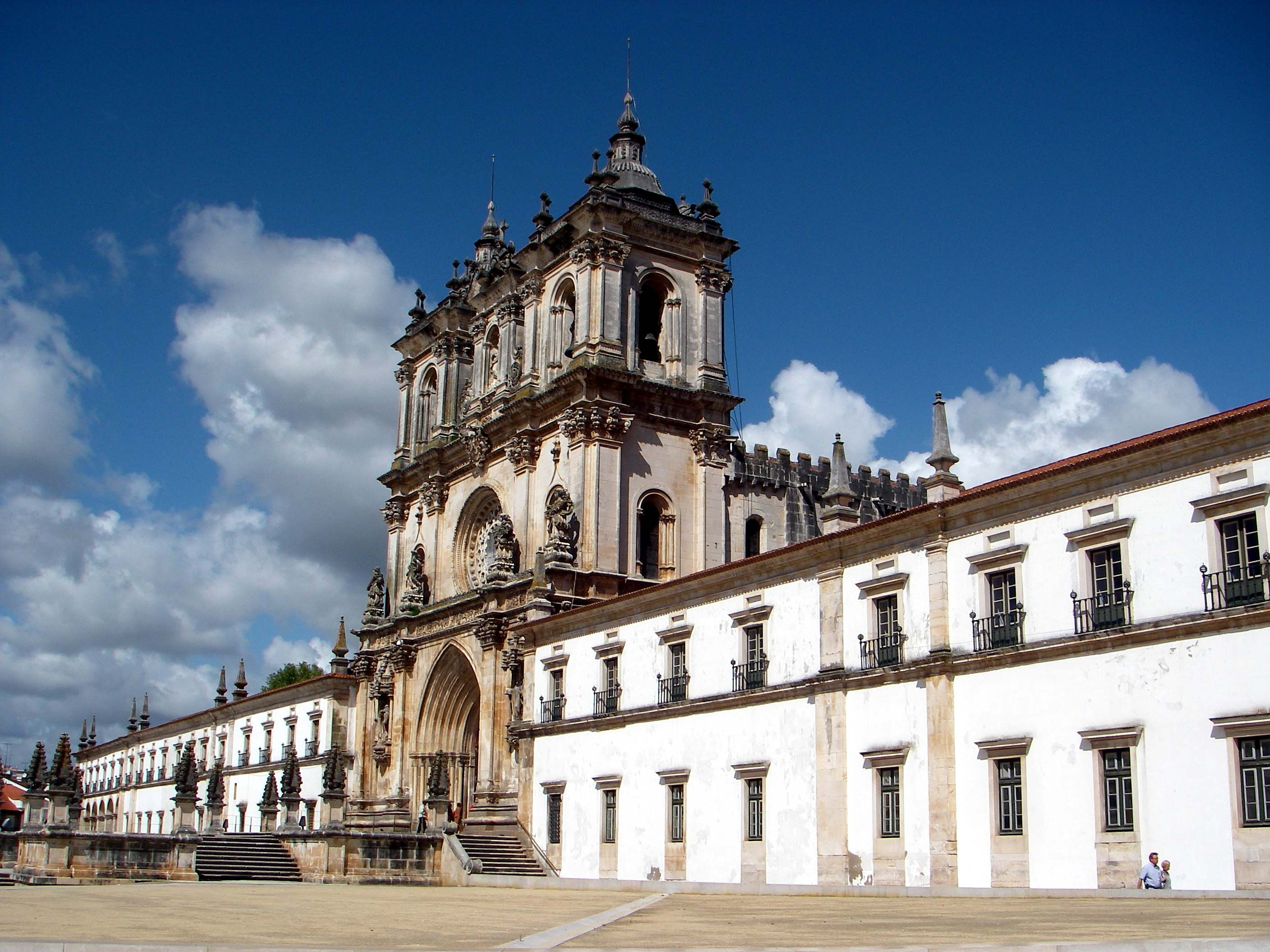
Kloster Alcobaça

- 1983 – Stadtzentrum von Angra do Heroísmo (K)
- 1983 – Hieronymuskloster und Turm von Belém in Lissabon (K)
- 1983 – Kloster Batalha (K)
- 1983 – Christuskloster in Tomar (K)
- 1988 – Historisches Zentrum von Évora (K)
- 1989 – Kloster Alcobaça (K)
- 1995 – Kulturlandschaft Sintra (K)
- 1996 – Historisches Zentrum von Porto (K)
- 1998 – Prähistorische Felszeichnungen im Parque Arqueológico do Vale do Côa (K)
2010 erweitert um Siega Verde in Spanien
- 2001 – Weinregion Alto Douro (K)
- 2001 – Historisches Zentrum von Guimarães (K)
- 2004 – Weinbaukultur der Insel Pico (K)
- 2012 – Grenz- und Garnisonsstadt Elvas mit ihren Befestigungen (K)
- 2013 – Universität Coimbra (K)
- 2019 – Königlicher Gebäudekomplex von Mafra (K)
- 2019 – Bom Jesus do Monte in Braga (K)

Portugal hat auch Welterbestätten außerhalb Europas.

## Rumänien
- 1991 – Donaudelta (N)

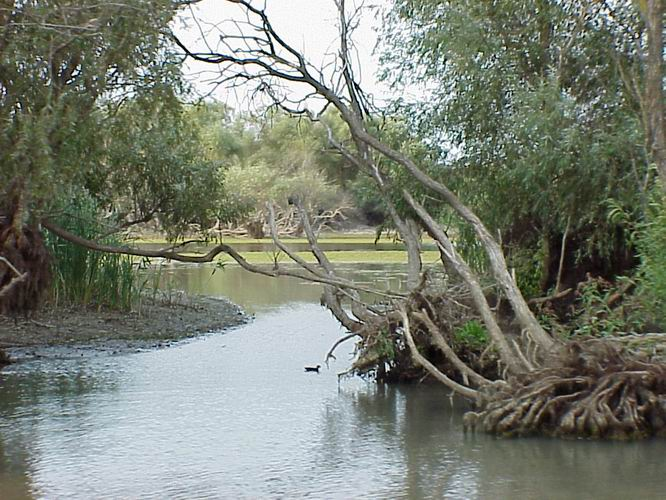
Biosphärenreservat Donaudelta

- 1993 – Dörfer und Wehrkirchen in Transsilvanien (Siebenbürgen) (K)
- 1993 – Kloster Horezu (K)
- 1993 – Kirchen der Moldau (K)
- 1999 – Festungsanlagen der Daker in den Bergen von Orăștie (K)
- 1999 – Holzkirchen von Maramureș (K)
- 1999 – Historisches Zentrum von Sighișoara (Schäßburg) (K)
- 2017 – Alte Buchenwälder und Buchenurwälder der Karpaten und anderer Regionen Europas (N, transnational mit 17 weiteren Ländern)
- 2021 – Bergbaulandschaft Roșia Montană (K, G)

## Russland
(Europäischer Teil)

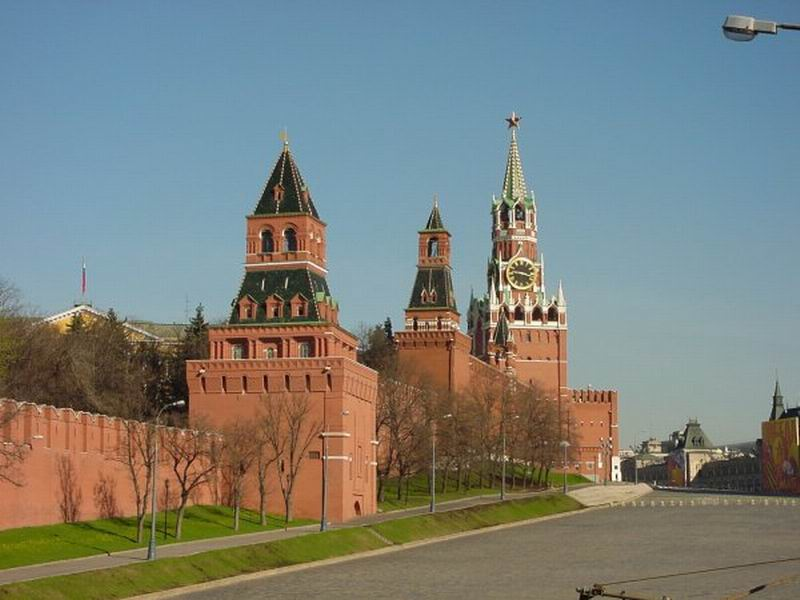
Moskauer Kreml

- 1990 – Historisches Zentrum von Sankt Petersburg und dazugehörende Ensembles (K)
- 1990 – Holzkirchen von Kischi Pogost (K)
- 1990 – Kreml und Roter Platz in Moskau (K)
- 1992 – Altstadt von Weliki Nowgorod mit Kreml und Sophienkathedrale (K)
- 1992 – Solowezki-Inseln mit befestigtem Kloster (K)
- 1992 – Weiße Monumente von Wladimir und Susdal (K)
- 1993 – Befestigtes Kloster in Sergijew Possad (K)
- 1994 – Christi-Himmelfahrts-Kirche in Kolomenskoje (K)
- 1995 – Urwälder von Komi (N)Urwälder von Komi
- 2000 – Kreml von Kasan (K)
- 2000 – Kloster Ferapontow (K)

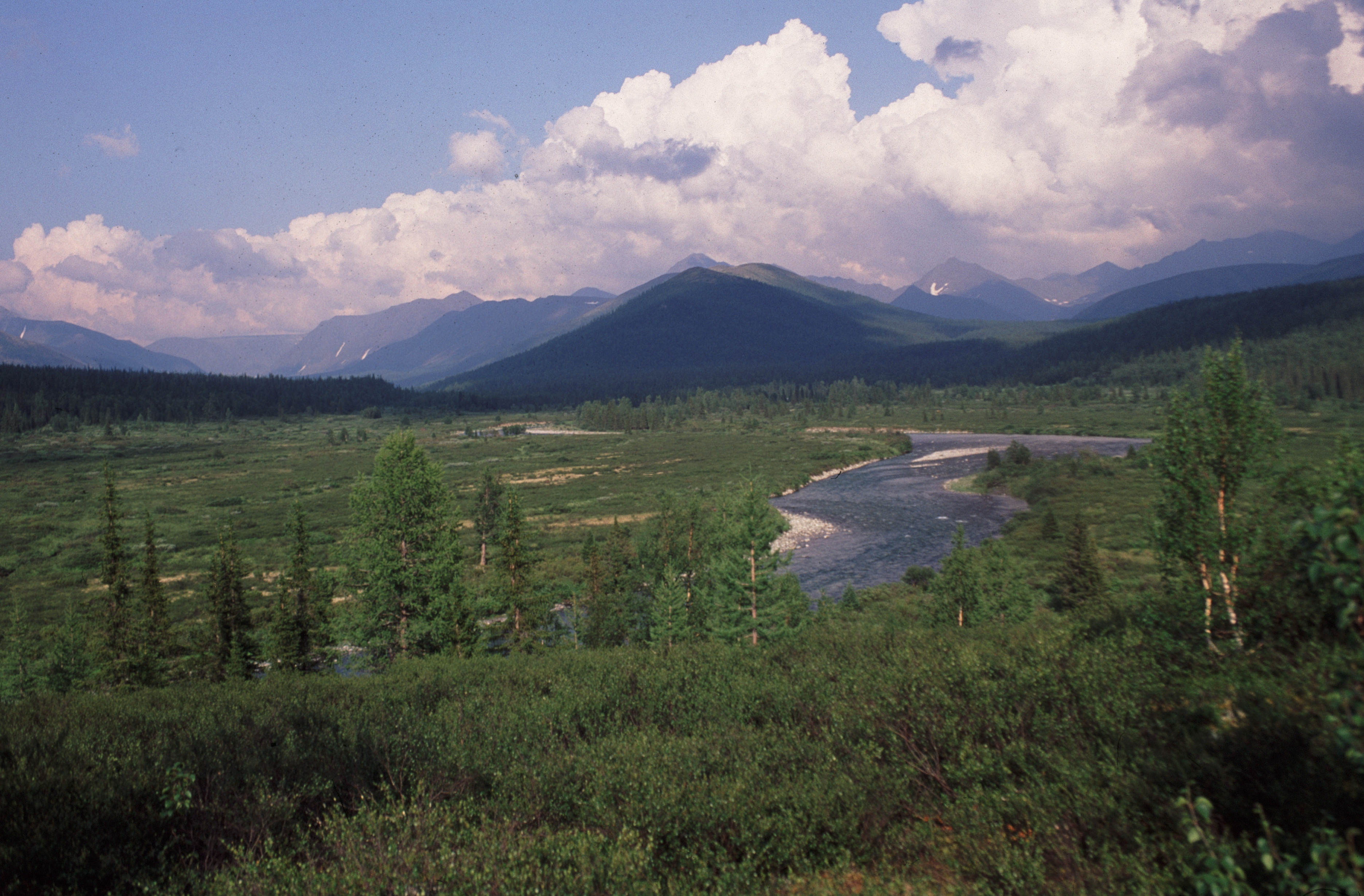
Urwälder von Komi

- 2000 – Kurische Nehrung (K, grenzüberschreitend mit Litauen)
- 2004 – Kloster Nowodewitschi (K)
- 2005 – Altstadt von Jaroslawl (K)
- 2005 – Struve-Bogen (K, transnational mit 9 weiteren Ländern)
- 2014 – Historischer und archäologischer Komplex Bolgar (K)
- 2017 – Mariä-Himmelfahrts-Kathedrale der Inselstadt Swijaschsk (K)
- 2019 – Kirchen der Architekturschule von Pskow (K)
- 2021 – Felsbilder am Onegasee und am Weißen Meer (K)

Weitere Welterbestätten Russlands liegen in Asien.

## San Marino
- 2008 – Historisches Stadtzentrum von San Marino und der Berg Titano (K)

## Schweden

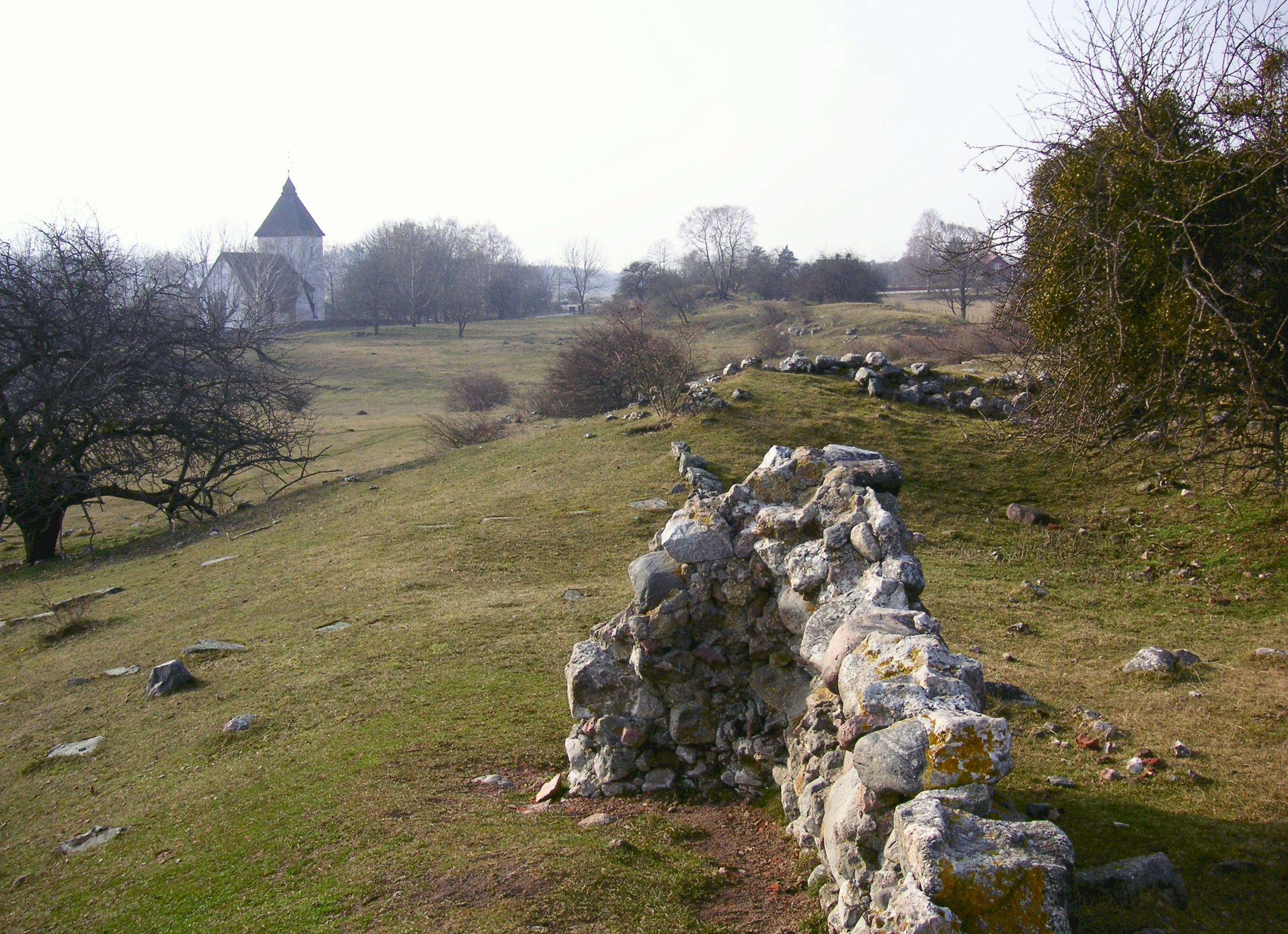
Ruine Alsnöhus auf Hovgården

- 1991 – Königliches Sommerschloss Drottningholm (K)
- 1993 – Wikingersiedlungen Birka und Hovgården (K)
- 1993 – Eisenhütte Engelsberg (K)
- 1994 – Felsenzeichnungen von Tanum (K)
- 1994 – Friedhof Skogskyrkogården (K)
- 1995 – Stadt Visby (K)
- 1996 – Kirchenbezirk Gammelstad  (K)
- 1996 – Laponia – Arktische Kulturlandschaft in Lappland (K/N)
- 1998 – Marinehafen Karlskrona (K)
- 2000 – Höga Kusten – Landhebungsgebiet am bottnischen Meerbusen (N)
2006 erweitert um den Kvarken-Archipel in Finnland
- 2000 – Agrarlandschaft Südölands (K)
- 2001 – Historische Industrielandschaft in Falun (K)
- 2004 – Längstwellensender Grimeton (K)
- 2005 – Struve-Bogen (K, transnational mit 9 weiteren Ländern)
- 2012 – Dekorierte Bauernhäuser von Hälsingland (K)

## Schweiz

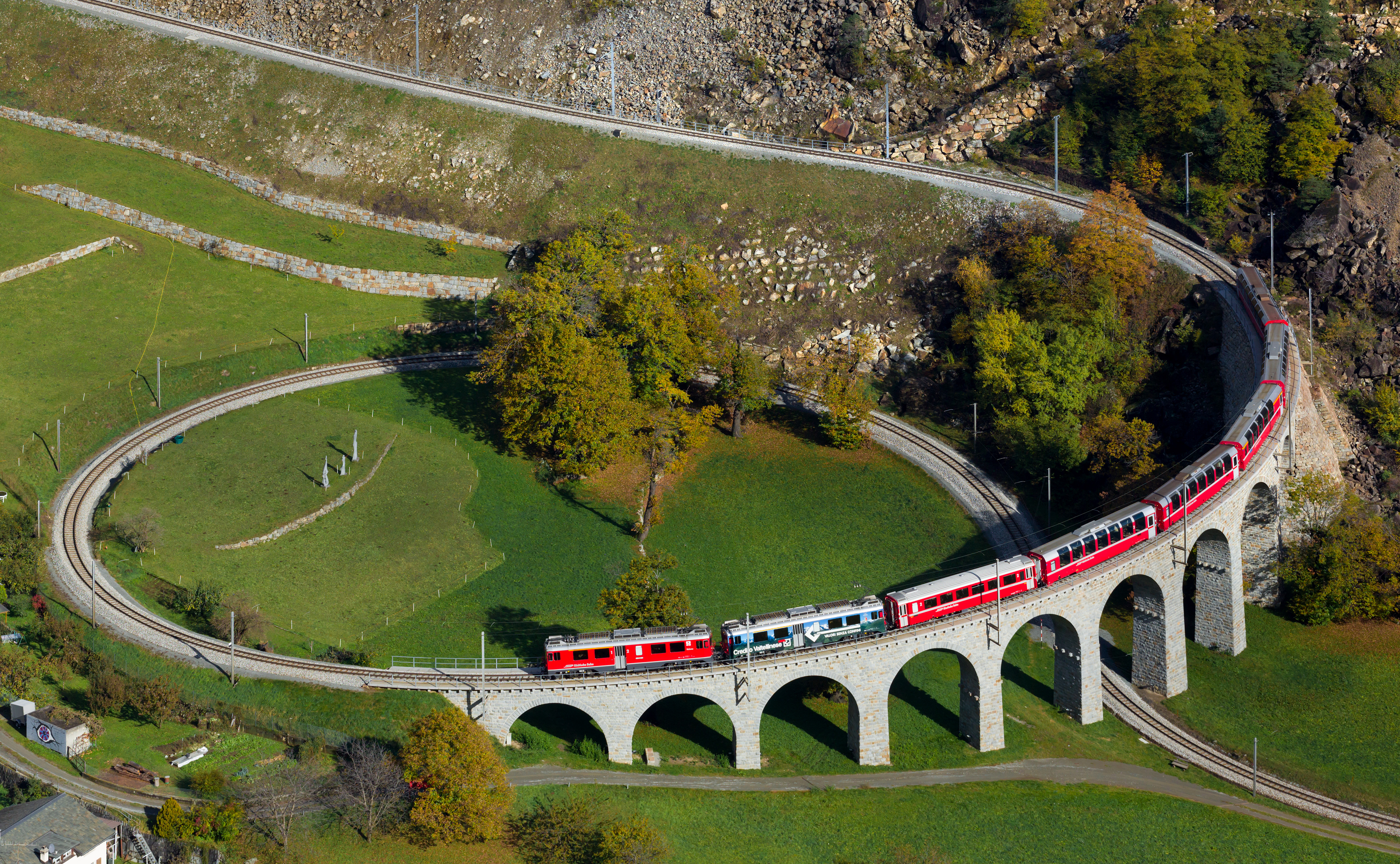
Kreisviadukt der Berninabahn

- 1983 – Benediktinerinnenkloster St. Johann (Claustra Son Jon) in Müstair (K)
- 1983 – Altstadt von Bern (K)
- 1983 – Stiftsbezirk in St. Gallen (K)
- 2000 – Die Tre Castelli mit Schutzmauer und Stadtbefestigung in Bellinzona (K)
- 2001 – Gebirgslandschaft Schweizer Alpen Jungfrau-Aletsch (N, 2007 erweitert)
- 2003 – Monte San Giorgio im Tessin (N, 2010 auf das italienische Gebiet erweitert)
- 2007 – Weinberg-Terrassen in Lavaux (K)
- 2008 – Rhätische Bahn in der Landschaft Albula/Bernina (K, Berninabahn zusammen mit Italien)
- 2008 – Tektonikarena Sardona (N)
- 2009 – Stadtlandschaft La Chaux-de-Fonds/Le Locle (K)
- 2011 – Prähistorische Pfahlbauten um die Alpen (K, transnational)
- 2016 – Das architektonische Werk von Le Corbusier (K, transnational), aus der Schweiz die Villa Le Lac in Corseaux und das Immeuble Clarté in Genf
- 2021 – Alte Buchenwälder und Buchenurwälder der Karpaten und anderer Regionen Europas (N, transnational mit 17 weiteren Ländern), aus der Schweiz die Wälder am Bettlachstock und im Val di Lodano

## Serbien

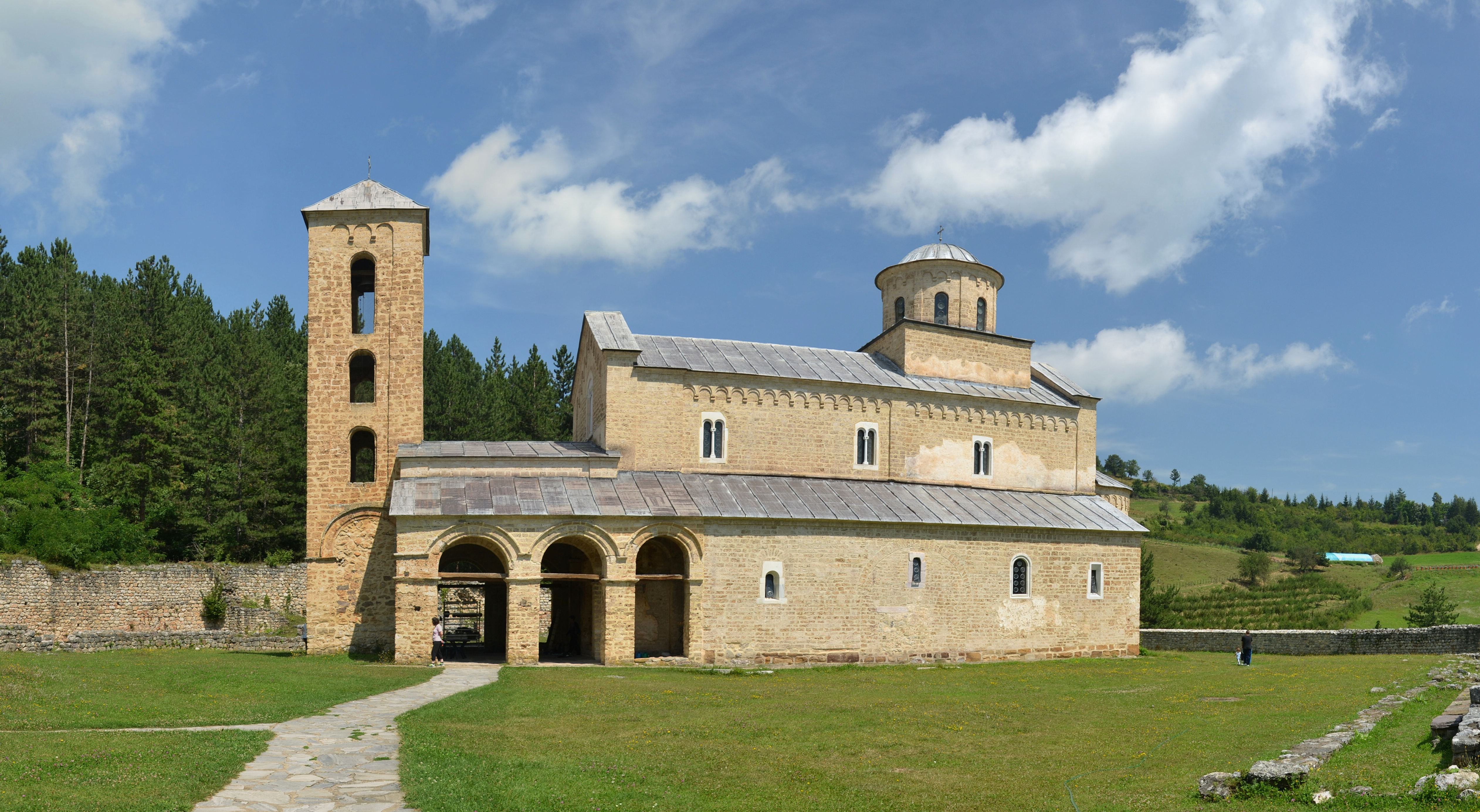
Kloster Sopoćani

- 1979 – Stadt Stari Ras und Kloster Sopoćani  (K)
- 1986 – Kloster Studenica (K)
- 2004 –  Mittelalterliche Denkmäler im Kosovo  (K, G, 2006 erweitert)
- 2007 – Romuliana, Palast des Galerius in Gamzigrad (K)
- 2016 – Stećci (K, transnational)

Da der Kosovo kein Vertragsstaat der Welterbekonvention ist, werden die Welterbestätten im Kosovo in der UNESCO-Liste unter Serbien geführt.

## Slowakei
- 1993 – Bauerndorf Vlkolínec (K)

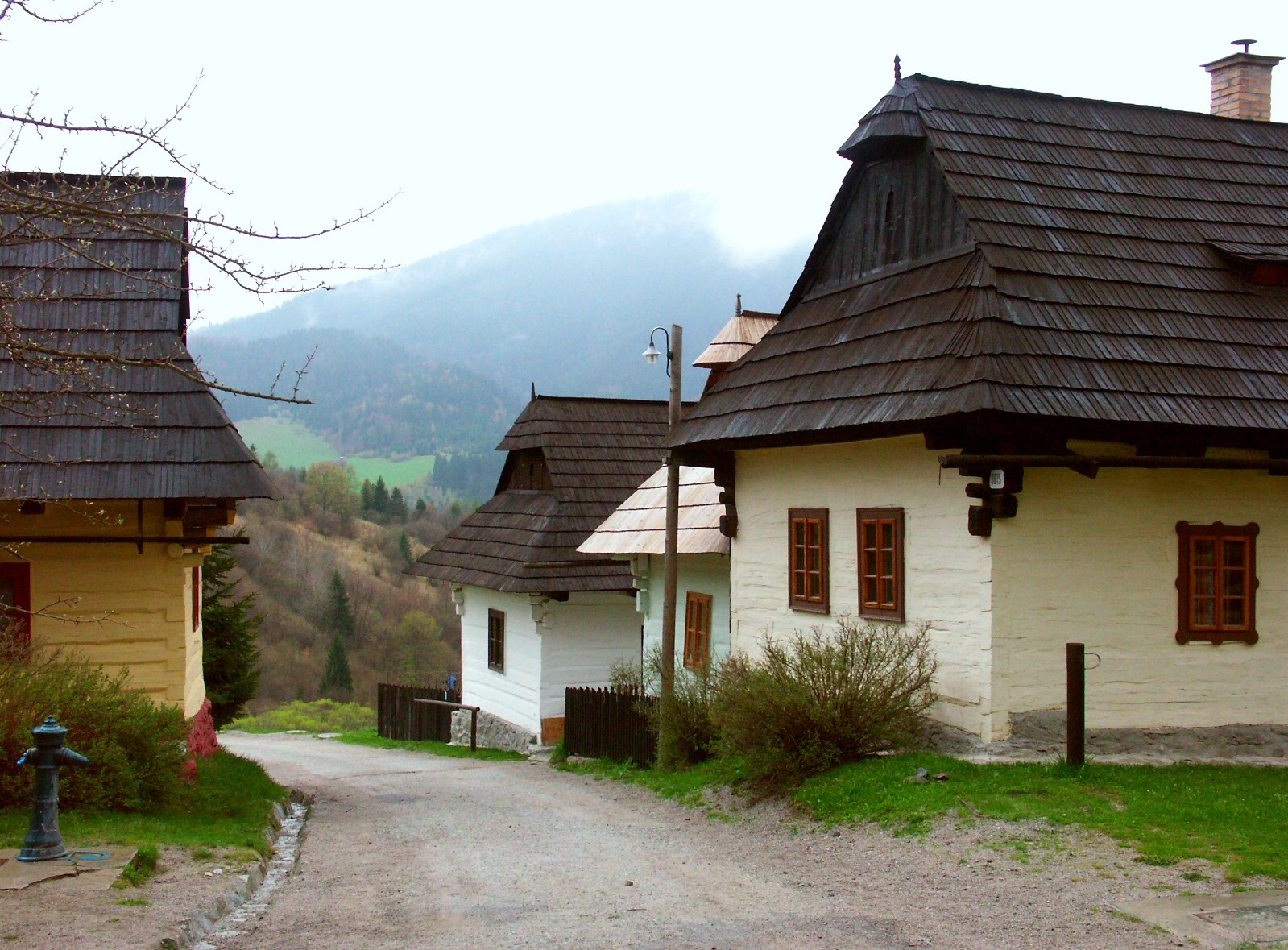
Vilkolinec

- 1993 – Levoča, Spišský hrad, Spišské Podhradie und Heilig-Geist-Kirche in Žehra  (K)
- 1993 – Bergbaustadt Banská Štiavnica (K)
- 1995 – Höhlen im Aggteleker und Slowakischen Karst (N, grenzüberschreitend mit Ungarn)
- 2000 – Historisches Zentrum von Bardejov (K)
- 2007 – Alte Buchenwälder und Buchenurwälder der Karpaten und anderer Regionen Europas (N, transnational mit 17 weiteren Ländern, 2017 und 2021 erweitert)
- 2008 – Holzkirchen im slowakischen Teil der Karpaten (K)
- 2021 – Grenzen des Römischen Reichs – Donaulimes (K, transnational mit Deutschland und Österreich)

## Slowenien
- 1986 – Höhlen von Škocjan (N)
- 2011 – Prähistorische Pfahlbauten um die Alpen (K, transnational)
- 2012 – Historische Stätten der Quecksilbergewinnung: Almadén und Idrija (K, transnational mit Spanien)
- 2017 – Alte Buchenwälder und Buchenurwälder der Karpaten und anderer Regionen Europas (N, transnational mit 17 weiteren Ländern)
- 2021 – Das Werk von Jože Plečnik in Ljubljana – am Menschen orientierte Stadtgestaltung (K)

## Spanien

Eingangsbereich des Parc Güell von Antoni Gaudí

- 1984 – Historisches Zentrum von Córdoba (K)
- 1984 – Alhambra, Generalife und Albaicín in Granada (K)
- 1984 – Kathedrale von Burgos (K)
- 1984 – Escorial in Madrid  (K)
- 1984 – Werke von Antoni Gaudí (K, 2005 erweitert)
- 1985 – Höhle von Altamira und Altsteinzeitliche Höhlenmalereien in Nordspanien (K, Erweiterung 2008)
- 1985 – Altstadt von Segovia mit Aquädukt (K)
- 1985 – Denkmäler von Oviedo und des Königreiches Asturien (K)
- 1985 – Altstadt von Santiago de Compostela (K)
- 1985 – Altstadt von Ávila und Kirchen außerhalb der Stadtmauer (K)

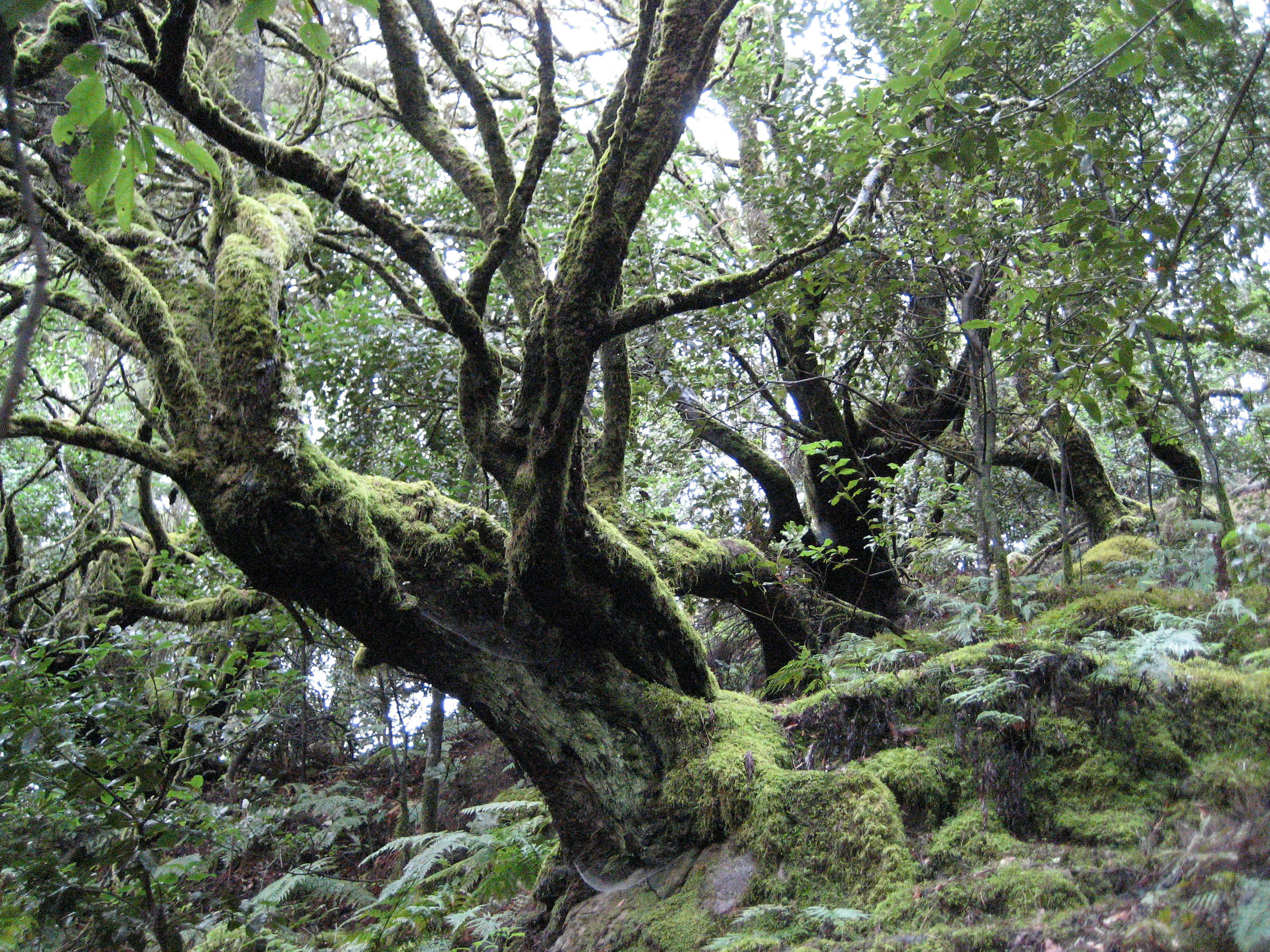
Lorbeerwald im Nationalpark Garajonay

- 1986 – Architektur der Mudéjaren in Aragón (K)
- 1986 – Historische Innenstadt von Toledo (K)
- 1986 – Nationalpark Garajonay (N)
- 1986 – Altstadt von Cáceres (K)
- 1987 – Kathedrale, Alcázar und Archivo General de Indias in Sevilla  (K)
- 1988 – Altstadt von Salamanca (K)
- 1991 – Kloster Poblet (K)
- 1993 – Archäologisches Ensemble von Mérida (K)
- 1993 – Königliches Kloster Santa María de Guadalupe (K)
- 1993 – Pilgerweg nach Santiago de Compostela (K)

- 1994 – Nationalpark Doñana (N)

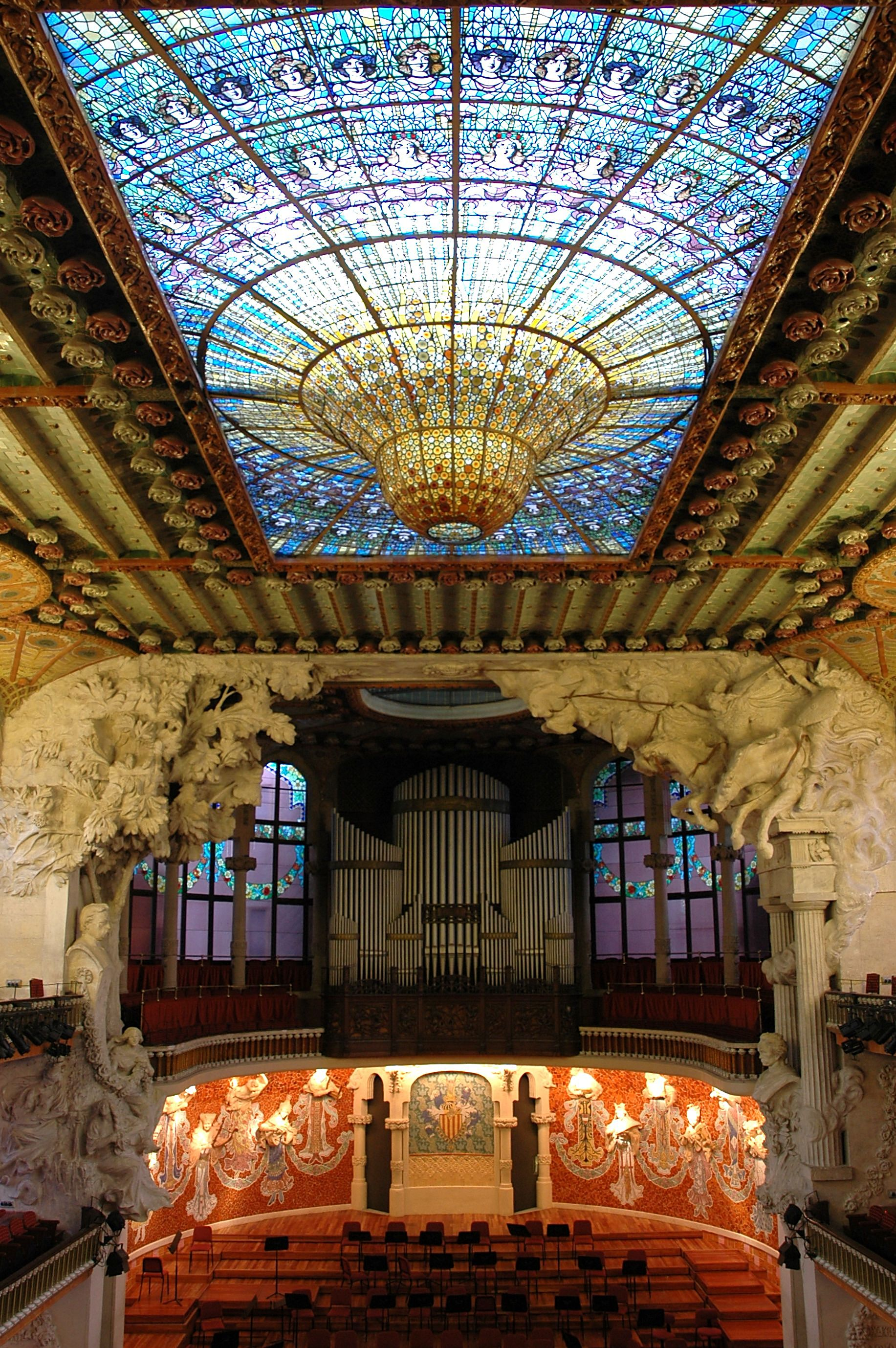
Das Innere des Palau de la Música Catalana

- 1996 – Historische befestigte Stadt von Cuenca (K)
- 1996 – Die Seidenbörse von Valencia (K)
- 1997 – Palau de la Música Catalana und Hospital de la Santa Creu i Sant Pau in Barcelona (K)
- 1997 – Las Médulas (K)
- 1997 – Klöster San Millán de Yuso und San Millán de Suso (K)
- 1997 – Pyrenäen – Monte Perdido (K/N, grenzüberschreitend mit Frankreich)
- 1998 – Universität und historischer Bezirk von Alcalá de Henares (K)
- 1998 – Felsenkunst des Mittelmeerraums auf der Iberischen Halbinsel (K)
- 1999 – Ibiza: Biologische Vielfalt und Kultur (K/N)
- 1999 – San Cristóbal de La Laguna (K)
- 2000 – Archäologisches Ensemble von Tarraco (K)
- 2000 – Palmenhain von Elche (K)
- 2000 – Römische Mauern von Lugo (K)
- 2000 – Kirchen der Katalanischen Romanik im Vall de Boí (K)

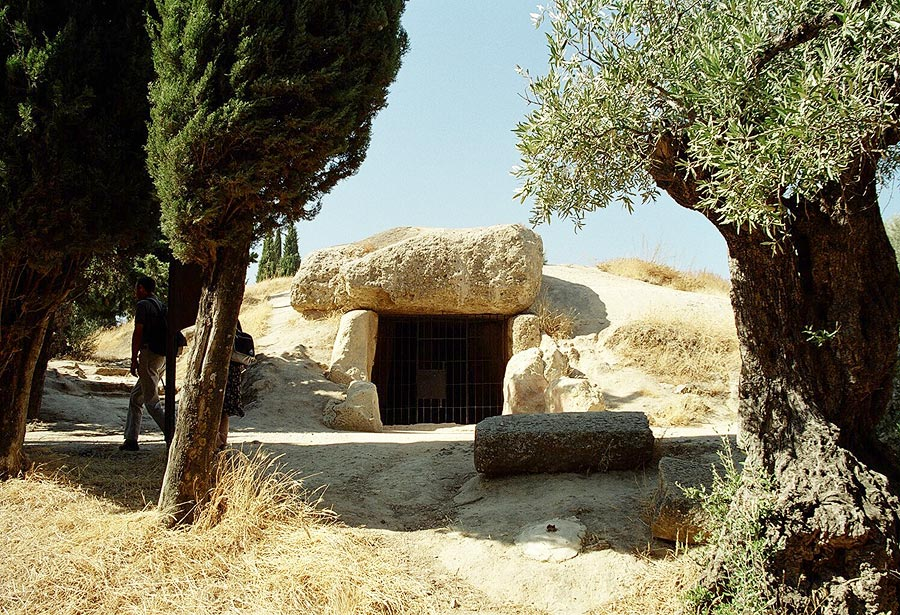
Dolmen in Antequera

- 2000 – Archäologische Stätte von Atapuerca (K)
- 2001 – Kulturlandschaft von Aranjuez (K)
- 2003 – Monumentale Renaissance-Bauten von Úbeda und Baeza (K)
- 2006 – Puente de Vizcaya (K)
- 2007 – Nationalpark Teide (N)
- 2009 – Herkulesturm (K)
- 2010 – Prähistorische Felszeichnungen in Siega Verde (K, Erweiterung der Welterbestätte Parque Arqueológico do Vale do Côa in Portugal)
- 2011 – Kulturlandschaft der Serra de Tramuntana (K)
- 2012 – Bergwerk Almadén (K, transnational mit Slowenien Historische Stätten der Quecksilbergewinnung: Almadén und Idrija)
- 2016 – Megalithanlagen von Antequera (K)
- 2017 – Alte Buchenwälder und Buchenurwälder der Karpaten und anderer Regionen Europas (N, transnational mit 17 weiteren Ländern)
- 2018 – Kalifatsstadt Madīnat az-Zahrā (K)
- 2019 – Risco Caído und die Kulturlandschaft der heiligen Berge von Gran Canaria
- 2021 – Paseo del Prado und Buen Retiro, Landschaft der Künste und der Wissenschaften

Spanien hat auch Welterbestätten in Afrika.

## Tschechien

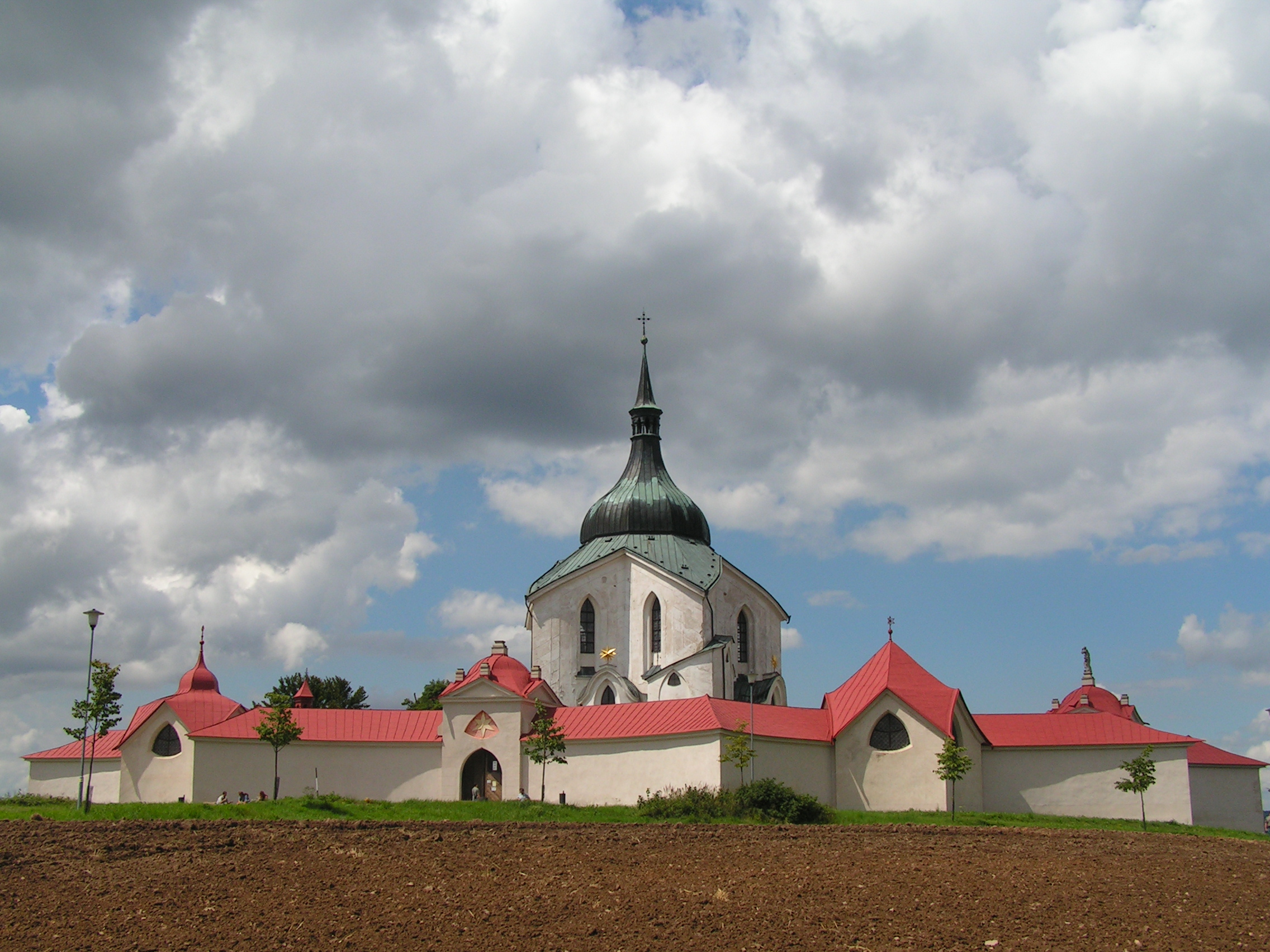
Wallfahrtskirche Zelená Hora

- 1992 – Historisches Zentrum von Prag (K)
- 1992 – Altstadt von Český Krumlov (K)
- 1992 – Altstadt von Telč (K)
- 1994 – Johann-Nepomuk-Wallfahrtskirche Zelená Hora (K)
- 1995 – Altstadt von Kutná Hora mit Dom der heiligen Barbara und Marienkirche des Klosters Sedlec (K)
- 1996 – Kulturlandschaft Lednice-Valtice (K)
- 1998 – Schloss Kroměříž mit Schlosspark und Blumengarten (K)
- 1998 – Historisches Dorf Holašovice (K)
- 1999 – Schloss Litomyšl (K)
- 2000 – Dreifaltigkeitssäule in Olmütz (K)
- 2001 – Villa Tugendhat in Brünn (K)
- 2003 – Jüdisches Viertel und St.-Prokop-Basilika in Třebíč (K)
- 2019 – Montanregion Erzgebirge / Kruśnohoří (K, grenzüberschreitend mit Deutschland)
- 2019 – Landschaft für die Zucht und Dressur von zeremoniellen Wagenpferden in Kladruby nad Labem  (K)
- 2021 – Buchenurwälder und Alte Buchenwälder der Karpaten und anderer Regionen Europas: Jizerskohorské bučiny (N, transnational mit 17 weiteren Ländern)
- 2021 – Bedeutende Kurstädte Europas: Karlovy Vary, Františkovy Lázně und Mariánské Lázně (K)

## Türkei
(Europäischer Teil)

Hagia Sophia in Istanbul

- 1985 – Historische Bereiche von Istanbul (K)
- 2011 – Selimiye-Moschee in Edirne (K)

Weitere Welterbestätten der Türkei liegen in Asien.

## Ukraine

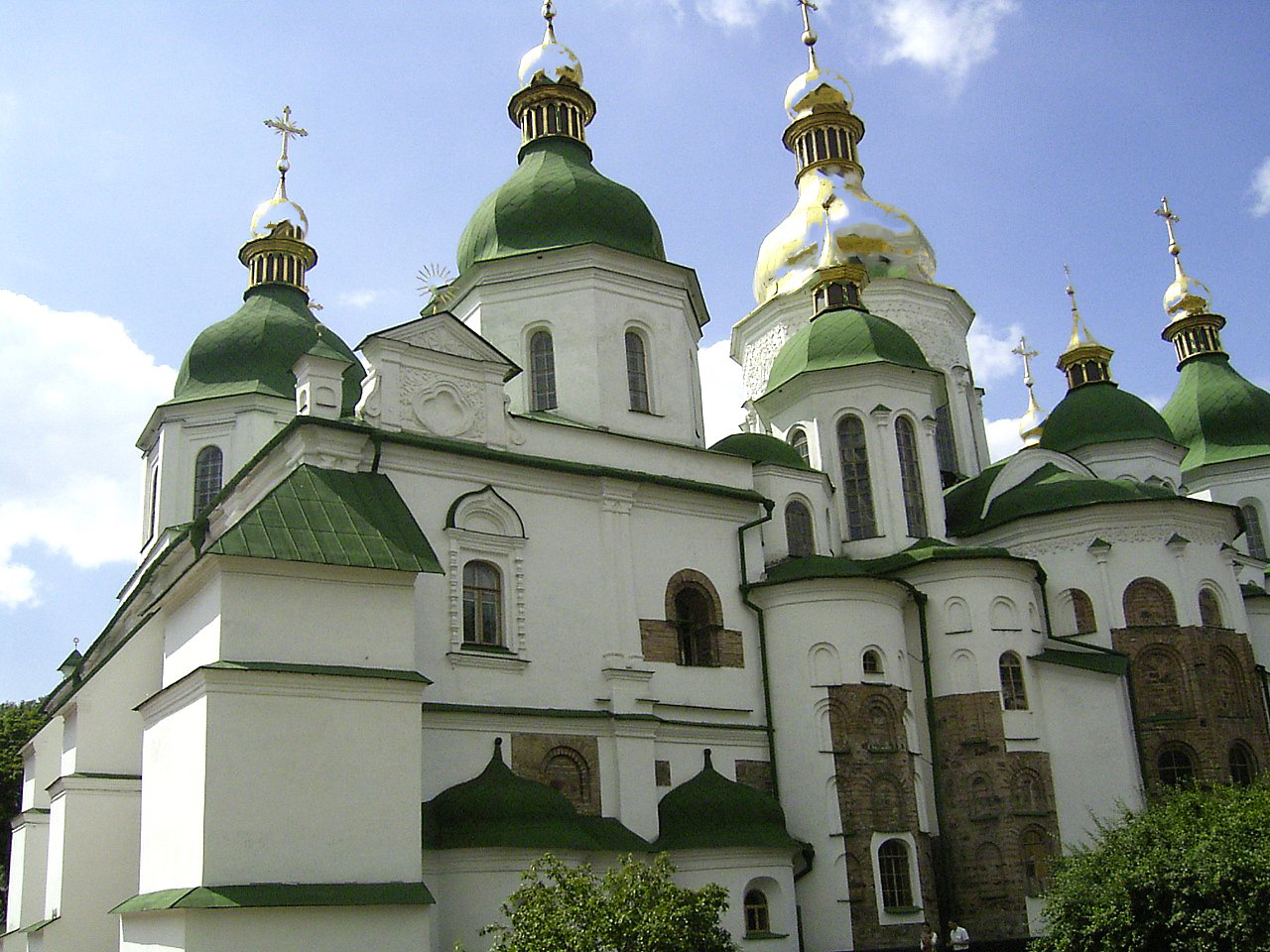
Hauptgebäude der Kiewer Sophienkathedrale

- 1990 – Sophienkathedrale und Höhlenkloster Lawra Petschersk in Kiew (K)
- 1998 – Historisches Zentrum von Lwiw (K)
- 2005 – Struve-Bogen (K, transnational mit 9 weiteren Ländern)
- 2007 – Alte Buchenwälder und Buchenurwälder der Karpaten und anderer Regionen Europas (N, transnational mit 17 weiteren Ländern)
- 2011 – Residenz der orthodoxen Metropoliten der Bukowina und Dalmatiens (K)
- 2013 – Antike Stadt in der taurischen Chersones und ihre Chora (K)
- 2013 – Holzkirchen der Karpatenregion (K, transnational mit Polen)
- 2023 – Historisches Zentrum von Odessa (K, G)

## Ungarn

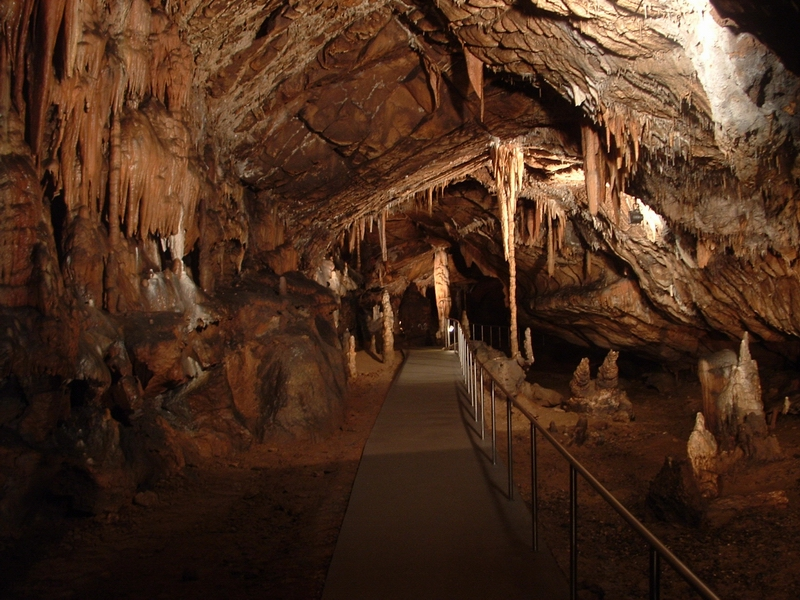
Baradla-Höhle in Aggtelek

- 1987 – Uferbereich der Donau, Andrássy-Straße und Burg Buda in Budapest (K)
- 1987 – Traditionelles Dorf Hollókő (K)
- 1995 – Höhlen im Aggteleker und Slowakischen Karst (N, 2000 erweitert, grenzüberschreitend mit der Slowakei)
- 1996 – Benediktinerabtei Pannonhalma (K)
- 1999 – Nationalpark Hortobágy, die Puszta (K)
- 2000 – Frühchristlicher Friedhof von Pécs (K)
- 2001 – Kulturlandschaft Fertő/Neusiedler See (K, grenzüberschreitend mit Österreich)
- 2002 – Kulturlandschaft Tokajer Weinregion (K)

## Vatikan
- 1984 – Vatikanstadt (K)

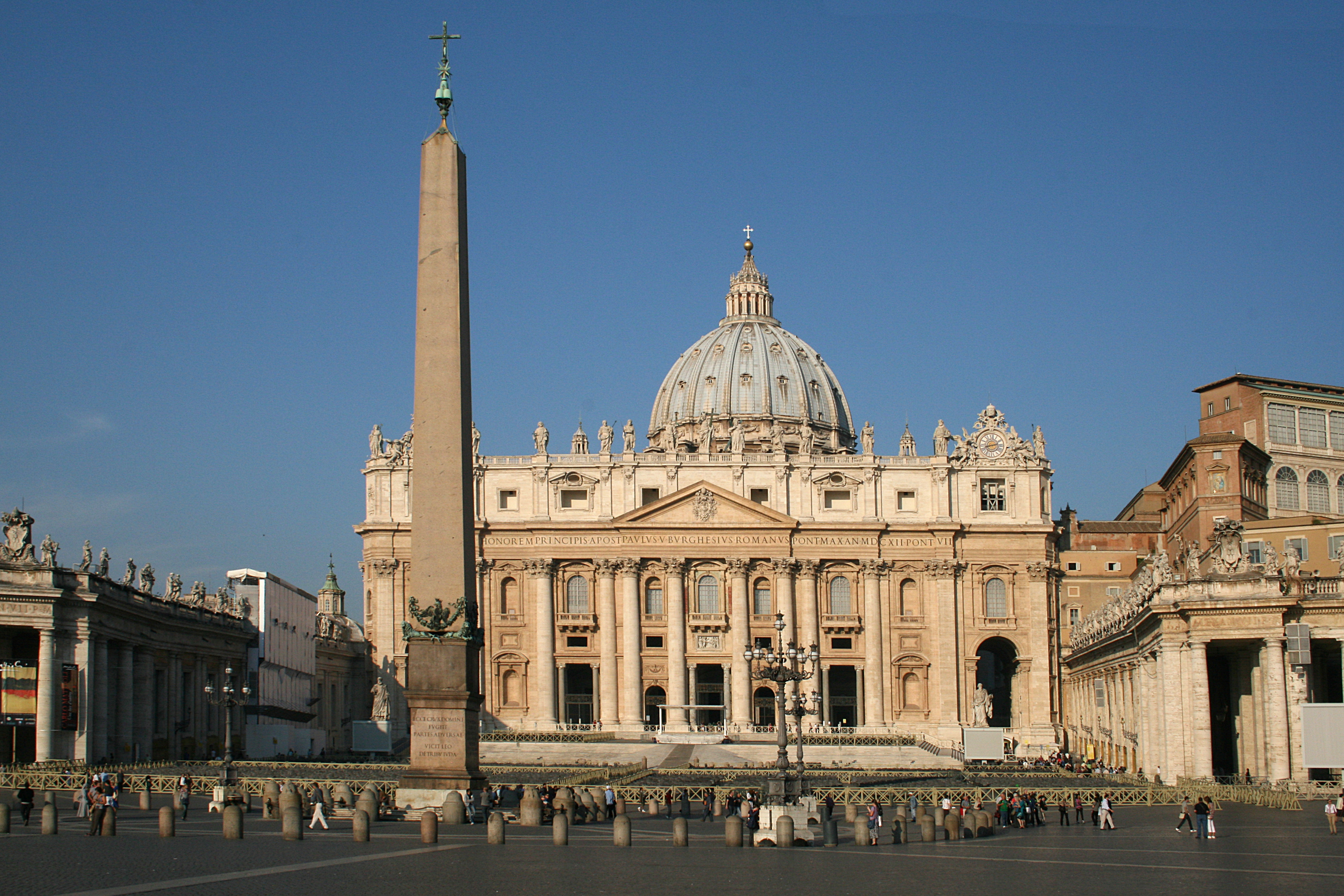
Petersplatz und Petersdom in der Vatikanstadt

- 1990 – Historisches Zentrum von Rom, Basilika St. Paul (seit 1980) einschließlich der extraterritorialen Besitztümer des Vatikans in der Stadt (Erweiterung 1990) (K)

## Vereinigtes Königreich

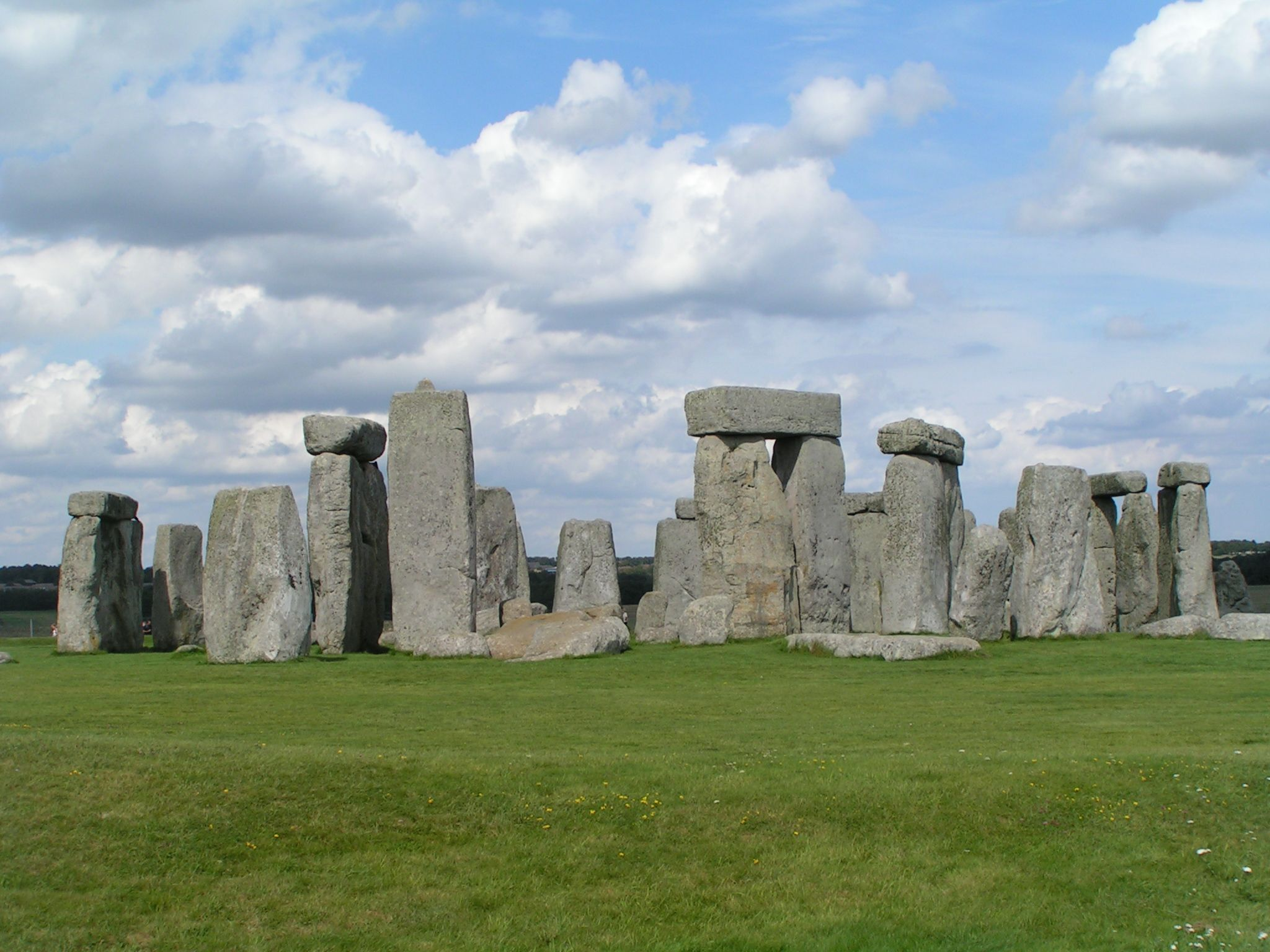
Stonehenge

- 1986 – Giant’s Causeway („Straße der Riesen“) und ihre Küste (N)
- 1986 – Durham Castle und Durham Cathedral (K)
- 1986 – Industriedenkmäler im Tal von Ironbridge (K)
- 1986 – Ruinen von Fountains Abbey (K)
- 1986 – Stonehenge, Avebury und zugehörige Stätten (K)
- 1986 – Burgen und Stadtbefestigungen König Edwards I. in Gwynedd (K)
- 1986 – Inselgruppe St. Kilda (K/N)
- 1987 – Blenheim Palace (K)
- 1987 – Altstadt von Bath (K)
- 1987 – Grenzen des Römischen Reiches (K, seit 2005 transnational mit Deutschland) Hadrianswall, 2008 erweitert um den Antoninuswall

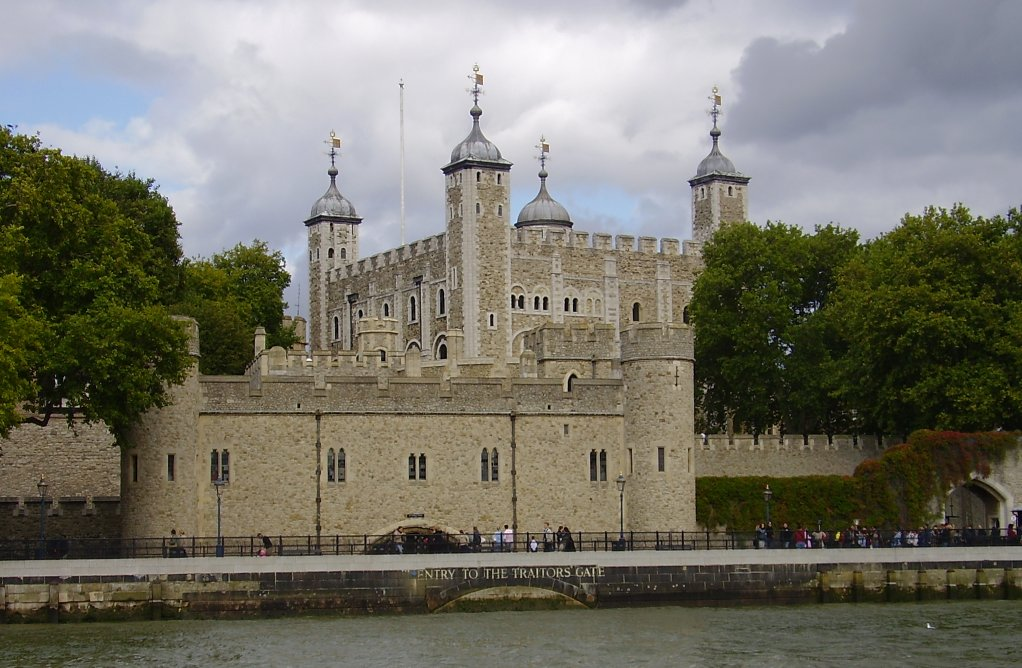
Tower of London

- 1987 – Westminster Abbey, Palace of Westminster und St Margaret’s Church (K)
- 1988 – Tower von London (K)
- 1988 – Kathedrale, Abtei St. Augustinus und St Martin’s Church in Canterbury (K)
- 1995 – Altstadt und Neustadt von Edinburgh (K)
- 1995 – Wildreservat der Inseln Gough und Inaccessible (N)
- 1997 – Greenwich  (K)
- 1999 – The Heart of Neolithic Orkney (K)
- 2000 – Industrielandschaft Blaenavon (K)
- 2001 – Industrielandschaft Derwent Valley Mills (K)
- 2001 – Textilfabrik, Arbeitersiedlung und Parkanlagen in Saltaire (K)

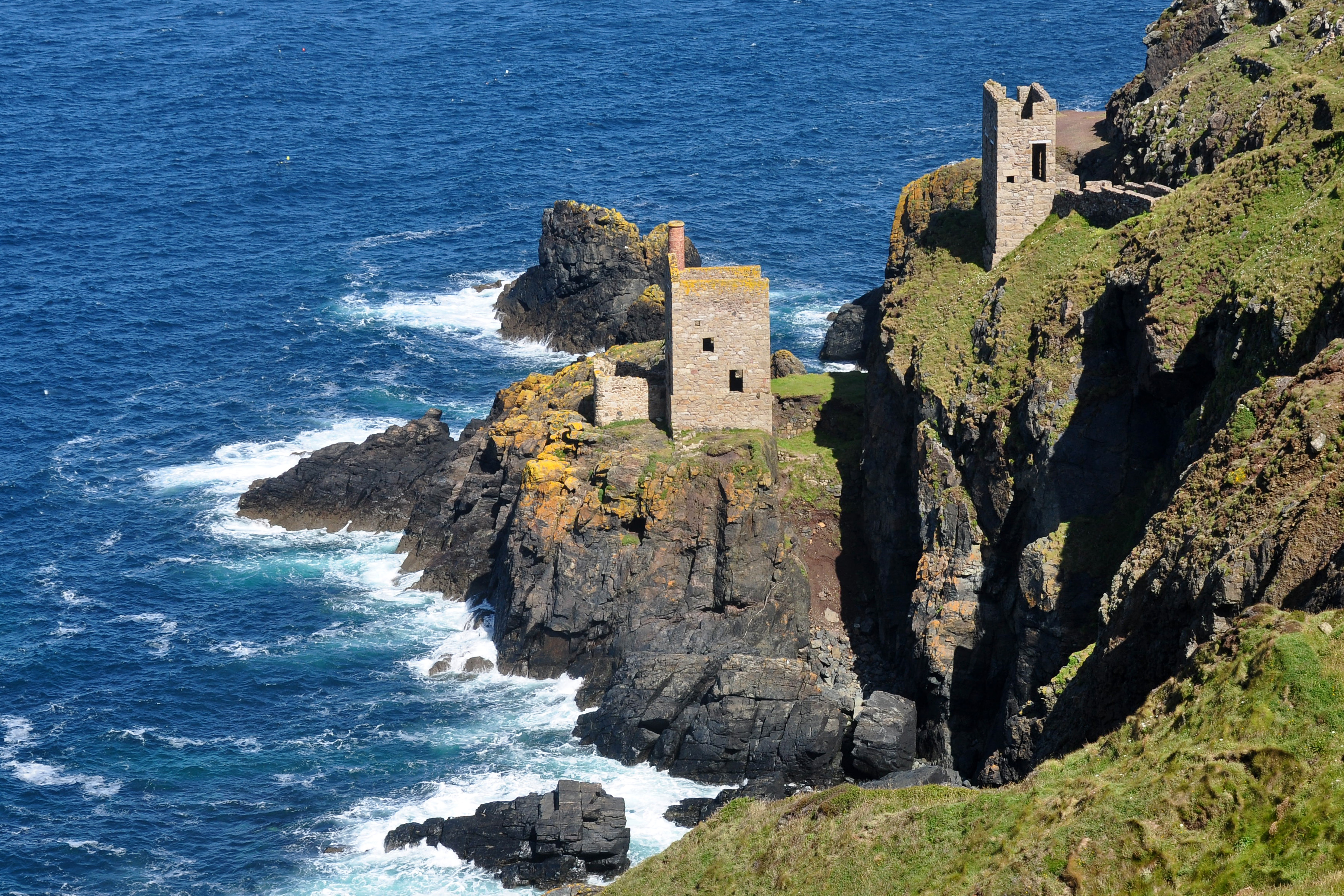
Maschinenhäuser der „Crown Mine“ in Cornwall

- 2001 – Industrielle Mustersiedlung New Lanark (Schottland) (K)
- 2001 – Küste von Dorset und Ost-Devon (Jurassic Coast) (N)
- 2003 – Königliche Botanische Gärten von Kew (London) (K)
- 2004 – Historische Hafenstadt Liverpool (K, G)
- 2006 – Bergbaulandschaft von Cornwall und West Devon (K)
- 2009 – Pontcysyllte-Aquädukt und Kanal (K)
- 2015 – Die Forth Bridge (K)
- 2016 – Höhlenkomplex von Gorham  in Gibraltar (K)
- 2017 – Der englische Lake District (K)
- 2019 – Jodrell-Bank-Radioobservatorium (K)
- 2021 – Bedeutende Kurstädte Europas: Bath (K, transnational)
- 2021 – Schieferlandschaft von Nordwestwales (K)

Weitere Welterbestätten des Vereinigten Königreichs befinden sich in Übersee.